# Língua nung (sino-tibetana)
Língua nung, ou anong [ɑ˧˩nuŋ˧˥]  (lisu: fuche naw; mandarim: 阿侬语 anong), é uma língua tibeto-birmanesa falada pelos anong que habitam Fugong, em Yunnan, na China e em Kachin , no Myanmar. Atualmente contém cerca de 450 falantes, sendo 400 em Myanmar. A UNESCO a classifica como criticamente ameaçada. O grupo étnico Nung contém 4 componentes: Nusu, Zauzou, Trung, e anong, que falam línguas com seus respectivos nomes. anong pertence ao ramo Jingpo e se assemelha ao Trung, língua do mesmo ramo, mas difere muito do Nusu, língua lolo-birmanesa falada pela maior parte do grupo étnico Nung. O anong não contém sistema de escrita, sendo apenas uma língua falada.  
A língua está em declínio devido a vários motivos, entre eles, os falantes estarem transitando para uso de outras línguas como lisu, chinês ou bai, restando poucos falantes fluentes, normalmente idosos. Na China, os falantes vivem em Shangpa, Lijia, Lumadeng e Lishadi. Poucos em Mùgǔjiǎ, Kǎshí, Mùlèng, e nas aldeias Lāgāgòng, Āníqià e Lāhǎigòng ainda falam anong. 

## Etimologia
Atualmente não existe teses e nem pesquisas sobre a etimologia da língua.

## Declínio da Língua

### Origem do povo nung
O povo nung localiza-se na área de Nujiang, e de acordo com lendas, o rio só foi nomeado após a sua chegada, vindo do Planalto do Tibete há mais de 70 gerações. Após isso, se dispersaram, alguns em direção norte para a área de Gongshan, se denominando anong até hoje mas com diferenças linguísticas notórias dos anong de Fugong. Os anong de Gonghsan migraram denovo para o rio Dúlong (fica mais à esquerda do Nujiang), formando o grupo Trung, possuindo muitas similaridades na linguagem falada entre si. Outro grupo foi para o oeste até Myanmar.

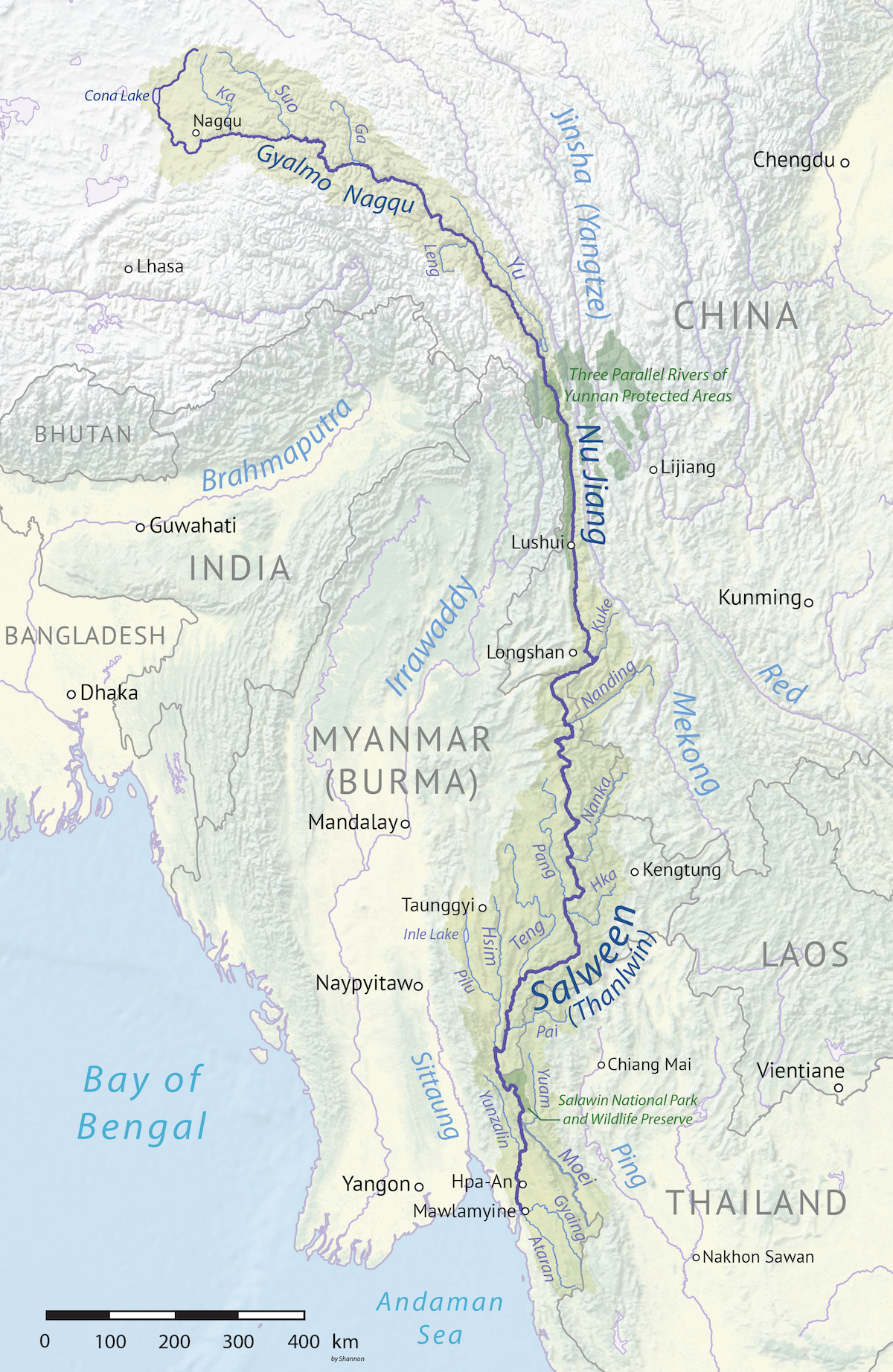
Rio saluén mapa

Durante as décadas de 1940 e 1950, o povo lisu e bai migraram para a região de Nujiang e isso gerou assimilação cultural entre os anong locais, e devido a esse contato os anong perderam muitas características distintivas. Portanto, quando a República Popular da China foi fundada, a grande maioria dos anong localizados já não falavam sua língua materna. 

### Casamento entre povos
Após a migração do povo lisu e bai, ocorreram vários casamentos entre os habitantes, principalmente entre anong e lisu, e devido à complexidade gramatical e fonológica do anong, muitas vezes, quando um estrangeiro se casava com um anong, mesmo que essa pessoa fosse o único estrangeiro dentro da família e vila majoritariamente estruturada por anong, este raramente aprendia a língua nativa, resultando, ao longo do tempo, no desuso da língua original, causando redução na proficiência até entre aqueles que originalmente falavam anong. 

### Atitude em relação a língua
Dentro do povo anong é possível dividir a atitude frente à língua em 3 grupos: o primeiro grupo é composto pelos intelectuais anong que estão preocupados com sua extinção, pois isso significa a perda da cultura tradicional e todo o ecossistema relacionado, e para preservar a língua foi sugerido por esse grupo que se guarde, recolha dados e publique sobre a língua - alguns ainda queriam a criação de um sistema de escrita e fonético para preservação da língua; o segundo grupo são os intelectuais anong que apoiam o desaparecimento de sua própria língua, pois eles veem outras línguas, como o chinês, uma melhor forma de comunicar e interagir com o mundo atual, sendo desnecessário medidas para preservar o anong. Esses dois grupos correspondem a uma pequena parcela dos anong, pois a maioria deles tem uma atitude indiferente em relação a sua língua, considerando inevitável o seu desaparecimento, pensando que o melhor é não interferir nesse processo. 

### Outras questões
Diversos outros acontecimentos contribuíram para o declínio da língua, como por exemplo a ausência de sistema escrito do anong na China, dificultando a conservação e transmissão da língua e cultura entre indivíduos; mudanças estruturais na região de Nujiang, que ocorreu, em boa parte, após a migração de povos lisu e bai; problemas de inteligibilidade entre as línguas dos outros povos do grupo étnico Nung, pois apesar de ter proximidade com os Nusu, por exemplo, eles possuem uma origem linguística diferente, e comunicam entre si apenas com lisu. 

## Distribuição e dialetos

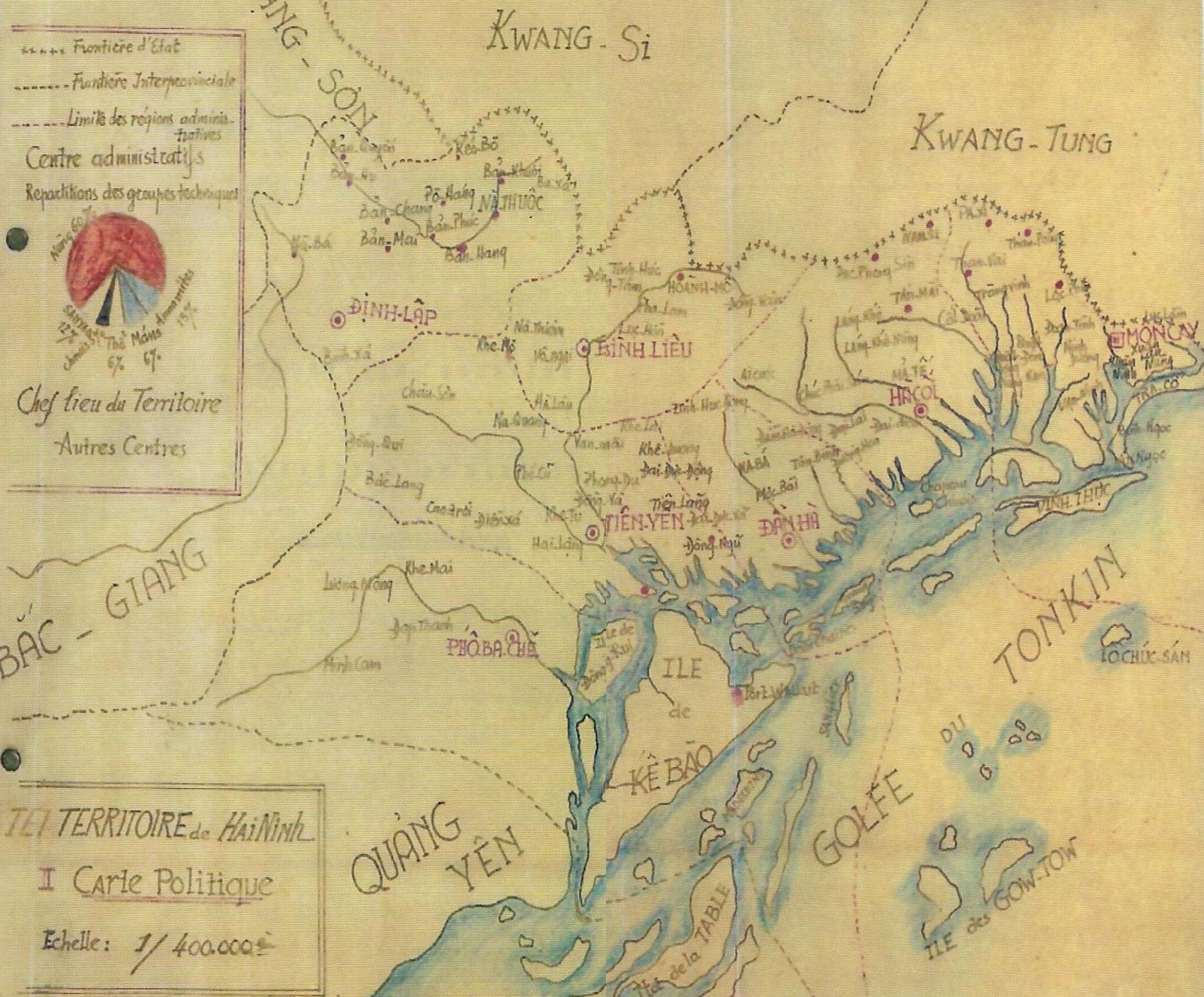
Mapa do território autónomo nung, 1950

Existem dois grupos denominados anong, um deles se comunica através do dialeto nujiang da língua trung; possui 6000 falantes, habita Gòngshāne a área de Bhingzhongluo na Prefeitura Autônoma de Nujiang lisu, na Província de Yunnan; o outro fala anong, possuindo cerca de 450 falantes espalhados por Fugong, em Yunnan, na China e em Kachin , no Myanmar.  O dialeto nujiang da língua trung é muito semelhante ao trung tradicional (praticamente mutualmente inteligível), com apenas pequenas diferenças fonológicas e quase nenhuma diferença em suas estruturas gramaticais e lexicais.  A região que o povo anong habita é muito montanhosa e possui o rio Nujiang. Para leste do rio, encontra-se a montanha nevada de Bìluó, e ao a oeste ficam as montanhas nevadas Gāolígòng. 

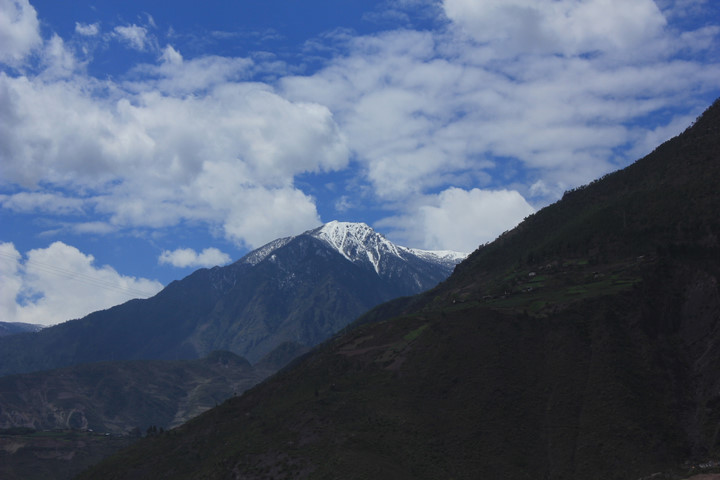
Montanha nevada de Biluo

Os anong vivem no vale entre as duas montanhas. Além disso existe vários outros grupos étnicos que os cercam; birmaneses no oeste, tibetanos no norte, e lisu, bai e Han na região mais central do Nujiang. 

## Fonologia

### Consoantes
O sistema fonético do anong mantém encontros consonantais de forma um pouco mais simples; apenas consoantes nasais aparecem nas codas; consoantes obstruentes finais foram reduzidas para uma pausa glotal. Composto por consoantes iniciais isoladas: semivogais, laterais, nasais, fricativas, africadas e plosivas. Além dessas, existem os encontros consonantais iniciais divididos em três grupos: o primeiro é caracterizado pela semivogal retroflexa [ɹ] seguindo a consoante inicial; o segundo consiste pela oclusiva glotal [ʔ] sendo a consoante de ataque (inicial, aquela que precede o núcleo); o terceiro é uma combinação dos últimos dois grupos, resultando em [ʔbɹ]. 
O anong tem 47 consoantes iniciais.
|             |          | Bilabial | Labiodental | Alveolar | Retroflexa | Palatal | Velar | Glotal |
| ----------- | -------- | -------- | ----------- | -------- | ---------- | ------- | ----- | ------ |
| Nasal       |          | m m̥      |             | n n̥      | ɳ ɳ̥        | ɲ ɲ̥     | ŋ ŋ̊   |        |
| Plosiva     | Aspirada | pʰ       |             | tʰ       | ʈʰ         |         | kʰ    |        |
| Plosiva     | Tênue    | p        |             | t        | ʈ          |         | k     | ʔ      |
| Plosiva     | Vozeada  | b        |             | d        | ɖ          |         | ɡ     |        |
| Africada    | Aspirada |          |             | tsʰ      | tʂʰ        | tɕʰ     |       |        |
| Africada    | Tênue    |          |             | ts       | tʂ         | tɕ      |       |        |
| Africada    | Vozeada  |          |             | dz       | ɖʐ         | dʑ      |       |        |
| Fricativa   |          |          | v f         | z s      | ʐ ʂ        | ʑ ɕ     | ɣ x   | h      |
| Lateral     |          |          |             | l l̥      | ɭ          |         |       |        |
| Aproximante | Vozeada  |          |             |          | ɹ          |         |       |        |

### Vogais
As vogais no anong podem ser separadas em quatro grupos, sendo elas as vogais simples, complexas (ditongos e tritongos) e combinações com coda. Algumas vogais do anong, assim como palavras da língua, ocorrem raramente devido a ter origem por influência de outras línguas, como o chinês, por exemplo, a vogal nasal [ɯ̃] e a vogal simples [y]. A vogal nasalizada é um fenômeno relativamente novo no anong. Os tritongos apenas ocorrem em palavras incorporadas do chinês, e portanto, acredita-se que vogais complexas no anong é um fenômeno recente, podendo ser também influência do lisu.

#### Vogais simples
O anong tem 10 vogais simples. 
| Vogal     | Fechada | Semifechada | Semiaberta | Aberta |   |
| --------- | ------- | ----------- | ---------- | ------ | - |
| Anterior  | y i     | e           | ɛ          | a      |   |
| Posterior | u ɯ     | o           |            | ɑ      |   |
| Apical    |         |             |            |        | ɿ |

#### Vogais nasais
Contraste nas vogais por nasalização é um fenômeno recente, como por exemplo nasalização no final da palavra [lɑŋ˥] (pedaço de pedra), vogal nasalizada [lɑ̃˧˩] (nadar) e vogal não nasalizada [lɑ˧] (procurar) 
| Vogal nasal | Exemplos               | Vogal nasal | Exemplos                   |
| ----------- | ---------------------- | ----------- | -------------------------- |
| ĩ           | dɑ˧˩tɕʰĩ˥ 'asa'        | iɛ̃          | i˧˥iɛ̃˧˩ 'unitário'         |
| ẽ           | kʰẽ˧˩u3 'aparar grama' | iã          | iã˥ɛ˧˩xo˥ 'besta'          |
| ɛ̃           | ɕɑ˧˩kʰɛ̃5 'ferro'       | iɑ̃          | ɑ˧˩iɑ̃˥mɯ˧˩ɹuŋ˧˩ 'meio-dia' |
| ã           | hã˥ 'escovar'          | uɛ̃          | tsʰuɛ̃˥ 'polegada'          |
| õ           | dɯ˧˩gõ˥ 'tempo livre   | uɑ̃          | kʰuɑ̃˧˩ 'buraco             |
| ũ           | di˧˩tɕũ˥ũ˧˩ 'casar'    | ɯ̃           | zɯ̃˧˩sɯ̃˥ 'ginseng'          |

#### Vogais Complexas
Existem 20 ditongos que podem ser divididos em dois tipos, aqueles que apresentam [i], [u], ou [y] no início e aqueles com [i] ou [u] na coda. Existem ainda 2 tritongos.  As vogais complexas são relativamente raras, e somente aquelas com semivogais [i] ou [u] ocorrem em palavras nativas com alguma frequência. 
| Tipo                                            | Vogais complexas                                                                                        | Exemplos                                                              |
| ----------------------------------------------- | --- | --------------------------------------------------------------------- |
| Ditongo com [i], [u], ou [y] como vogal inicial | [ie], [iɛ], [ia], [iɑ], [io], [iu], [iɯ], [ui], [ue], [uɛ], [ua], [uɑ], [yi], [ye], [yɛ], [ɯi], ou [ɿu] | ɕyɛ˥tsʰuɑ̃˧˩ 'propagar', dzui˥ 'par', io˧˩mɯn˥ 'nuvens'                |
| Ditongo com [i] ou [u] na coda                  | [ei], [ɑi], ou [ɑu]                                                                                     | fei˧˩liɑu˧˩ 'fertilizante', xo˥tsʰɑi˧˩ 'partidas', tʰu˥fei˥ 'bandido' |
| Tritongos                                       | [iɑu] e [uɑi]                                                                                           | pʰiɑu˧˥ 'ingresso', kʰuɑi˧˥tɕi˧˥ 'contabilidade'                      |

#### Tons
Existem cinco tons no anong, ˥, ˧, ˥˩, ˧˩ e ˧˥, sendo o ˧˥ e o ˥˩ incomuns no dia-a-dia. O tom ˧˥ e ˥˩ são relativamente incomuns. 
| Letras tonais | Números tonais | Exemplo                     |
| ------------- | -------------- | --------------------------- |
| ˥             | 55             | tɕʰuŋ˥ 'jarro (de barro)    |
| ˥˩            | 53             | tɕʰuŋ˥˩ 'pressionar'        |
| ˧             | 33             | tɕʰuŋ˧ 'brincar no balanço' |
| ˧˩            | 31             | tɕʰuŋ˧˩ 'cavar'             |
| ˧˥            | 35             | ɑ˧˩tɕʰuŋ˧˥ 'pescar'         |

### Sílabas
Existem 14 tipos de sílabas no anong, compostas por vogais (V) e consoantes (C). Das 14 estruturas, VVV e CVVV apenas ocorrem em palavras derivadas do chinês, e CCCVC tem uma ocorrência extremamente baixa. As que mais ocorrem são V, VV, CV, CVV, VC, VVC e CVC. As composições restantes são: C, CCV, CCVC, CVVC. 
| Tipo | Exemplo                               | Tipo  | Exemplo                              |
| ---- | ------------------------------------- | ----- | ------------------------------------ |
| C    | m˧˩ 'não'                             | CCV   | pʰɹɿ˥ 'cavar'                        |
| V    | o˧˩ 'seguir de volta' (classificador) | CCVC  | ʔdɛm˥ 'no crédito'                   |
| VV   | iɯ˧˩ 'semente'                        | CCCVC | ɕɑ˥ʔbɹɯn˧˥ 'atravessar'              |
| VVV  | iɑu˥tɕʰɯ˧˩ 'demanda'                  | VC    | in˥ 'suar'                           |
| CV   | bɛ˥ 'branco'                          | VVC   | iɑŋ˧˩ 'item (coisa)' (classificador) |
| CVV  | ɑ˧˩xuɑ˧˥ 'ficar furioso'              | CVC   | sɑn˥ 'abater (animal)                |
| CVVV | pʰiɑu˧˥ 'ingresso'                    | CVVC  | giɛn˧˥ 'existir)                     |

#### Codas
As codas que seguem vogais consistem de consoantes nasais, glotais ou uma combinação das duas. 
| Vogal + Coda | Exemplo                        |
| ------------ | ------------------------------ |
| im           | ɑ˧˩dim˥ 'chutar'               |
| imʔ          | tɕʰimʔ˥ɛ˧˩ 'sugar (leite)'     |
| ɛm           | ɕɛm˧˩ 'Faca'                   |
| omʔ          | dʑɛ˧˥ʐomʔ˧˥ 'Construir parede' |

### Fenômenos Fonolôgicos
Em relação aos tons, o tom ˧ antes era instável, e devido a frequência que esse tom ocorreu em conjunto com ˧˩ ou ˧˥, ao longo do tempo, o conjunto desses tons se tornou apenas o tom ˥ em várias frases; o mesmo vale para sua ocorrência próxima aos tons ˥˩ ou ˥, tornando-se apenas ˧˩.  Além disso diversas das vogais no anong não têm o valor fonético usual. O [i] é um pouco mais aberto do que o valor padrão atribuído a esta posição da vogal; [e] é levemente inferior ao IPA [ᴇ], com um valor aproximando de [æ], e [ɛ] está um pouco mais aberto e ao centro, mais próximo de [ᴀ];  [ɑ] está relativamente para trás do que IPA [ᴀ] e quando antes de [n] e [i], tem o valor de [a]; ambos [u] e [o] são um pouco mais abertos que o normal, entretanto o valor de [u] permanece inalterado após [m], [n] e [ŋ], e quando ocorre após paradas bilabiais [u] está mais próximo de [ʉ]. Quando ocorre após as outras consoantes, é labializada, com valor perto de [ᴠ̩]; [ɯ] é mais ao centro e mais aberto, mas em palavras multissilábicas parece ser a vogal que resulta da redução de uma vogal átona em uma posição não inicial. Em estrangeirismos chineses, em vez de [ɯ] como a vogal reduzida, [ə] é usado e quando ocorre após consoantes retroflexas, às vezes se torna [i]; [i] é excluído após a nasal palatal [ɲ], e [u] é frequentemente excluído após a velar nasal [ŋ]; a vogal apical [ɿ] torna-se [ɭ] após consoantes retroflexas. As vogais nos prefixos são sempre significativamente reduzidas, tornando-as quase inaudível. 

## Ortografia
O anong é uma língua sino-tibetana exclusivamente oral fazendo parte da média de 3000 línguas sem forma escrita.

## Léxico
A língua anong é composta basicamente de morfemas monossilábicos, entretanto a maioria das palavras possuem afixos, tornando as palavras polissilábicas, tendo a raiz monossilábica.  Além disso muitas palavras podem adquirir diferentes funções gramaticais dependendo do contexto, como substantivos ou verbos. Por exemplo in˥ ‘suor; suar’, lim˧˩ ‘ovo; colocar um ovo’ e etc.   As vezes uma mesma palavra pode servir como substantivo, verbo ou classificador: vɛn˥ ‘flor; florescer; classificador para flores’. 
O anong, assim como a maioria das línguas, é rico em palavras relacionadas a sua região e dia-a-dia, tendo, inclusive, palavras sem tradução para chinês (língua muito falada na região próxima e entre os anong), normalmente sendo coisas ou experiências muito presentes na vida deles, tornando-se uma categoria distinta de sua cultura. Por exemplo as diferentes variedades de bambu:  sɿ˧˩mɛn˥, ɑ˧˩lu˧˩, ɑ˧˩ʔbɛn˥, mɑ˧˩ɳɑm˥, ɑ˧˩dɛ˧˩, ɑ˧˩ɹm˥, e ɑ˧˩vɑ5. O léxico anong pode ser classificado de acordo com sua origem (nativa ou estrangeira), estrutura ou classificação semântica. 

### Classificação
As palavras nativas podem ser divididas naquelas com origem tibeto-birmanesa ou sino-tibetana.  De acordo com pesquisas, 15% do vocabulário anong é cognato com línguas pertencentes ao subgrupo lolo-birmanês. especificamente 14,8% cognata com yi e 16,1% cognata com lisu. 18,5% são cognatas com línguas da família Jingpo e 33,2% com Trung.   Cognatos com outras línguas são escassos.  A grande maioria das palavras nativas são originais devido a necessidade imposta pelo estilo de vida deles. Existe também diversos estrangeirismos no anong, onde existe também a maioria dos sinônimos presentes na língua; ocorre também palavras compostas a partir de duas palavras estrangeiras de diferentes origens, mas ao contrário das nativas, é difícil discernir as origens. Entretanto, sabe-se que 25% vêm do chinês e do lisu e alguns outros do birmanês, bai e tibetano. Essa ocorrência reflete a proximidade de diferentes culturas ao longo do rio Nu e desenvolvimento do povo anong.  

### Derivação
Derivação através de afixação é muito comum no anong. 

#### Prefixos
Apenas vogais únicas únicas sem consoantes podem seguir prefixos.
Prefixo sɿ˧˩, comum, sendo utilizado junto de substantivos ou verbos para indicar os tipos causativos; 
|                  | anong       |
| ---------------- | ----------- |
| Filha            | sɿ˧˩lɑŋ˥zɑ˥ |
| Picada de abelha | sɿ˧˩lɑ˥     |
| Alho             | sɿ˧˩bɛ˧     |

Prefixo ʂɿ˧˩, incomum, ocorre normalmente antes de raízes com consoantes retroflexas iniciais. 
|         | anong      |
| ------- | ---------- |
| Pera    | ʂɿ˧˩tʂʰo˥  |
| Tímido  | ʂɿ˧˩ɹɑŋ˥   |
| Quebrar | ʂɿ˧˩xuɑm˥˩ |

Prefixo ɹɯ˧˩, ʐɯ˧˩, ou zɿ˧˩ é normalmente usado em palavras que são frequentes no dia-a-dia. 
|            | anong       |
| ---------- | ----------- |
| Montanha   | ɹɯ˧˩ʔuŋ˥    |
| Tangerina  | zɿ˧˩mɑ˥tɕɯ˥ |
| Curar/Cura | ʐɯ˧˩mɯn˥    |

Existe ainda prefixos que são utilizados, ou ainda não foi descoberto o porquê do uso,   sem motivos específicos: pʰɯ˧˩, bɯ˧˩, mɯ˧˩, dɯ˧˩, ŋ̩̩˧˩/ʔo˧˩-/ʔŋ̩˧˩, a˧˩, ʔi˥/i˥/i˧˩ entre outros de menor frequência. 

#### Sufixos
O anong possui menor quantidade de sufixos em relação a prefixos, entretanto a produtividade de seu uso ainda é alta.
Sufixo su˥ é comum nas línguas tibeto-birmanesas. Originalmente significa pessoa,  e no anong é utilizado junto a um verbo para derivar substantivo que indica o título de uma pessoa que desempenha o verbo.
|            | anong           |
| ---------- | --------------- |
| Professor  | sɿ˧˩lɑm˥su˥     |
| Açougueiro | ʔo˥sɑn˥su˥      |
| Cozinheiro | ɑ˧˩gɹɿ˥kʰin˥su˥ |

Sufixo pʰɯ˧˩ era originalmente incomum no anong, mas no lisu é comum, e com a incorporação de palavras lisu no vocabulário anong, se tornou frequente. 
|            | anong              |
| ---------- | ------------------ |
| Feiticeira | dɑ˧˩ʂɿ˥ pʰɯ˧˩      |
| Mordomo    | tɕʰim˧˩kʰɑŋ˥ pʰɯ˧˩ |
| Pessoa bai | lɑ˧˩bɯ˧˩ pʰɯ˧˩     |

Nos exemplos acima, pessoa bai é estrangeirismo lisu e feiticeira é criado a partir da palavra chinesa bǎo ‘garantia’. Já mordomo consiste do anong tɕʰim˧˩ ‘casa', chinês khaŋ˥ 'olhar', e o sufixo. 
Sufixo dɛm˥ vai com verbos, derivando substantivos que referem a coisas. 
|          | anong        |
| -------- | ------------ |
| Comida   | ɛm˥˩dɛm˥     |
| Almofada | ɕi˧˩nɛ˥dɛm˥  |
| Leque    | di˧˩fɹɿ˥dɛm˥ |

Sufixo kʰa˥ vai com substantivos indicando lugar, tempo, e direção para referenciar locais e momentos/tempo. 
|               | anong            |
| ------------- | ---------------- |
| Essa tarde    | dɛ˥ʂɿ˥kʰɑ˥       |
| Em frente     | mɑ˥ʂu˧˩kʰɑ˥      |
| Ontem a noite | tɕʰɑ˥mɑ˥ ʂɿ˥kʰɑ˥ |

Sufixos ɛ˥ ou ɛ˧˩ aparecem em adjetivos estáticos. Quando juntos de adjetivos que terminam em consoante, a consoante se junta ao sufixo para se tornar uma nova sílaba:  
ɑ˧˩ nɛm˥ + ɛ˥ → ɑ˧˩ nɛm˥mɛ˥ → ɑ˧˩ nɛ˥ mɛ˥ (bonito)
|        | anong      |
| ------ | ---------- |
| Pesado | ɑ˧˩ɭɿ˧ɛ˧˩  |
| Leve   | ɑ˧˩ȵɑ̃˧˩ɛ˧˩ |
| Preto  | ɳɑŋ˥ɛ˧˩    |

Sufixo za˥ ocorre em substantivos humanos e refere a pessoas jovens 
|                     | anong        |
| ------------------- | ------------ |
| Jovem mulher casada | tɕʰɑ˧˩mɑ˥zɑ˥ |
| Garota              | sɿ˧˩lɑŋ˥zɑ˥  |

Sufixo ua˧˩ vai com adjetivos e outras palavras para derivar expressões adverbiais 
|                 | anong          |
| --------------- | -------------- |
| Diariamente     | dʑo˥dʑo˧ uɑ˧   |
| Incessantemente | mɑ˧˩tʰɑnʔ˥ uɑ˧ |

### Composição
Composição é o método principal de formação de palavras no anong. É possível distinguir os diferentes tipos de composição em composição coordenada, modificada, verbo-objeto e sujeito-verbo, baseando-se nas relações entre as raízes na palavra.

#### Composição coordenada
Nesse tipo de composição não existe modificação do sentido das raízes na palavra. 
|        |          | Significado | Composto                    |
| ------ | -------- | ----------- | --------------------------- |
| Raízes | ɑ˧˩pʰɑ˧˩ | Pai         | ɑ˧˩pʰɑ˧˩ɑ˧˩mɯ˧˩ (Pais)      |
| Raízes | ɑ˧˩mɯ˧˩  | Mãe         | ɑ˧˩pʰɑ˧˩ɑ˧˩mɯ˧˩ (Pais)      |
|        |          |             |                             |
| Raízes | o˥pʰɑ˧˩  | Tio         | o˥pʰɑ˧˩ɑu˧˩mɑ˧˩ (Tio e Tia) |
| Raízes | ɑu˧˩mɑ˧˩ | Tia         | o˥pʰɑ˧˩ɑu˧˩mɑ˧˩ (Tio e Tia) |

#### Composição modificada
Nesse tipo existe modificação do sentido das raízes na palavra 
|        |          | Significado | Composto                                           |
| ------ | -------- | ----------- | -------------------------------------------------- |
| Raízes | lɑ˧˩tɕɑ˥ | Chá         | lɑ˧˩tɕɑ˥pʰɯn˥ (Folhas de chá no formato de tigela) |
| Raízes | pʰɯn˥    | Circular    | lɑ˧˩tɕɑ˥pʰɯn˥ (Folhas de chá no formato de tigela) |
|        |          |             |                                                    |
| Raízes | kʰɛn˥    | Vegetal     | kʰɛn˥tʂʰɿ˧˩ (Sopa de Vegetais)                     |
| Raízes | tʂʰɿ˧˩   | Suco        | kʰɛn˥tʂʰɿ˧˩ (Sopa de Vegetais)                     |

#### Composição verbo-objeto e sujeito-verbo
Línguas tibeto-birmanesas são sujeito-objeto-verbo (SOV) na ordem das palavras, e numa frase verbal, a ordem é OV. No anong, composições verbo-objeto possuem a ordem OV. 
| Composição verbo-objeto  | Composição verbo-objeto | Significado      | Composto                      |
| ------------------------ | ----------------------- | ---------------- | ----------------------------- |
| Raízes                   | lɑ˧                     | Mão              | lɑ˧tɕʰɯŋʔ˥ (Bracelete)        |
| Raízes                   | tɕʰɯŋʔ˥                 | Amarrar ao redor | lɑ˧tɕʰɯŋʔ˥ (Bracelete)        |
|                          |                         |                  |                               |
| Composição sujeito-verbo |                         |                  |                               |
| Raízes                   | ɑ˧˩nɑ˧˩                 | Orelha           | ɑ˧˩nɑ˧˩bɯ˧˩dɯ˥ (Pessoa surda) |
| Raízes                   | bɯ˧˩dɯ˥                 | Surdo            | ɑ˧˩nɑ˧˩bɯ˧˩dɯ˥ (Pessoa surda) |

### Expressões elaboradas por rimas de quatro sílabas
Esse processo de formação de palavras é único das línguas sino-tibetanas. O anong é rico em palavras rimadas de quatro sílabas, e quando os mais velhos contam histórias, esse tipo de palavra é muito usado, atribuindo expressividade para a história e apresentando o quão interessante pode ser a língua nativa.   É possível dividir esse tipo de palavras em rimas AABB, ABAB, ABAC, ABCB, ABCD.
| Tipo de Rima | anong                | Significado                              |
| ------------ | -------------------- | ---------------------------------------- |
| AABB         | mɑŋ˧˩mɑŋ˧˩ȵim˧˩ȵim˧˩ | lIrregular/áspero                        |
| ABAB         | bɑ˧˩tɕʰɑ˥bɑ˧˩tɕʰɑ˥   | Sussurrar na orelha de alguém            |
| ABAC         | tɕʰi˧˩ȵi˥tɕʰi˧˩bo˥   | De norte a sul                           |
| ABCB         | kʰu˥doŋ˥iɛ˥doŋ˥      | As vezes de uma forma, as vezes de outra |
| ABCD         | mɑ˥ʂu˧uɑ˧˩ʂu˥        | Nos tempos antigos                       |

### Reduplicação
Reduplicação não é um processo muito produtivo no anong, ocorre em todas as classes gramaticais, mas é mais frequente com adjetivos. 
| Substantivo | Encosta   | ɖɑŋ˧˩ɖɑŋ˧˩ |
| Adjetivo    | Duro      | kʰa˥kʰa˥   |
| Verbo       | Acenar    | ŋom˥ŋom˥   |
| Advérbio    | Realmente | si˧˩si˧˩   |

### Imitação
Esse processo nomeia sons. No anong existe animais que são nomeados igualmente aos sons que eles produzem como o pato (ʔi˥bɯ˧˩) ou vaca (mã˧˥). Além disso existe onomatopeias, como o balido da ovelha mɛ˥mɛ˥uɑ˧ . 

## Gramática

### Sintaxe

#### Sujeito, predicado e objeto
No anong a estrutura básica é SOV (Sujeito, objeto, verbo). Além disso não existe voz passiva no anong; a ordem de sujeito e objeto é flexível sem alterar significados. 
ɑ˧˩io˧˩‎ ‎ ‎ ‎ ‎ ‎ ‎ ‎ ‎ ‎ ‎  ‎ ‎ ‎ ‎ ‎ ‎ ‎ ‎ ‎  ‎ ‎ ‎ ‎ ɑ˥⠀⠀⠀⠀⠀⠀mi˧˩⠀⠀⠀⠀⠀   ŋ̩˧˩⠀⠀⠀⠀⠀⠀⠀kʰɑ˧˩⠀⠀‎ ‎ ‎ ‎ ‎⠀ɑ˧˩ȵɛŋ˧-ɛ˧˩⠀⠀‎ ‎ ‎ ‎ ‎ ‎ ‎ ‎ ‎ ‎ ‎ ‎‎ ‎ ‎ ‎ ‎ ‎ 
SUJ.1S⠀⠀⠀ ‎ ‎ ‎  ‎ ‎   ‎ ‎  ‎ DEF.‎ ‎ ‎ ‎ ‎ ‎ ‎ ‎ ‎ ‎ AGT.1⠀⠀⠀⠀OBJ.3S⠀⠀⠀⠀OBJ⠀⠀⠀⠀⠀vencer-IND 
"Eu venço ele"⠀⠀⠀⠀⠀⠀
A partícula agentiva no caso acima poderia ser omitida, pois não há nenhuma palavra entre o sujeito e objeto.
ŋ̩˧˩‎ ‎ ‎ ‎ ‎ ‎ ‎ ‎ ‎ ‎ ‎  ‎ ‎ ‎ ‎ ‎  ‎ ‎ ‎ ‎ ‎  ‎ ‎ ‎ ‎ ‎ ‎ ‎ kʰɑ˧˩⠀⠀⠀⠀⠀⠀⠀⠀⠀ɑ˧˩io˧˩⠀⠀⠀⠀⠀   mi˧˩⠀⠀⠀⠀⠀⠀⠀⠀⠀ɑ˧˩ȵɛŋ˧-ɛ˧˩⠀⠀‎ ‎ ‎ ‎⠀‎  ‎⠀⠀⠀‎ ‎ ‎ ‎ ‎ ‎ ‎ ‎ ‎ ‎ ‎ ‎‎ ‎ ‎ ‎ ‎ ‎ 
OBJ.3S⠀⠀⠀⠀⠀ ‎ ‎ ‎  ‎ ‎    OBJ.‎ ‎ ‎ ‎  ‎ ‎ ‎ ‎ ‎ ‎ ‎ ‎ ‎ ‎ SUJ. 1S⠀⠀⠀⠀AGT.1⠀⠀⠀⠀⠀⠀⠀⠀‎ vencer-IND⠀⠀⠀⠀⠀⠀⠀⠀⠀‎ ⠀ ‎ ‎ ‎  ‎ ‎ ‎  ‎ ‎ ‎  ‎ ‎ ‎ ‎ ‎   ‎ ‎ ‎    ‎ ‎ ‎
 "Eu venço ele"⠀⠀⠀⠀⠀⠀
A frase acima, devido a flexibilidade do anong, significa 'Eu venço ele'. Isso occorre, pois na gramática do anong, sujeitos e objetos marcados por partículas podem ter sua ordem alterada sem modificar significado.  Além disso, nesse caso, existe uma partícula agentiva (mi˧˩) que está marcando o verbo como primeira pessoa, portanto seria impossível que o objeto (ŋ̩˧˩ 'ele') se tornasse sujeito.

#### Modificadores atributivos
No anong, quando substantivos e pronomes funcionam como atributos, ocorrem antes do sujeito, normalmente sem partícula indicadora de posse. 
ɑ˧˩pʰɯ˧˩‎ ‎ ‎ ‎ ‎ ‎ ‎ ‎ ‎ ‎ ‎ ‎  ‎ ‎ ‎    ‎ ‎ ni˥⠀⠀⠀⠀⠀⠀⠀⠀⠀vɑ˥˩⠀⠀⠀⠀⠀   ‎  ‎ ‎ ‎  ‎ ‎ ‎  ‎ ‎ ‎  ‎ ‎ ‎  ‎ ‎ ‎  ‎ ‎ ‎  ‎ ‎ ‎  ‎ ‎ ‎  ‎ ‎ ‎  ‎ ‎⠀ ‎  ‎ ‎‎ ‎ ‎ ‎ ‎ ‎ ‎ ‎ ‎ ‎ ‎ ‎‎ ‎ ‎ ‎ ‎ ‎ 
 pai⠀⠀⠀⠀⠀ ‎ ‎ ‎  ‎ ‎ ‎ ‎ ‎   ‎ POS.‎ ‎ ‎ ‎ ‎ ‎ ‎ ‎‎ ‎ ‎‎ ‎ ‎ ‎ ‎ machado⠀⠀⠀ ‎  ‎ ‎ ‎  ‎ ‎ ‎  ‎ ‎ ‎  ‎ ‎ ‎  ‎ ‎ ‎  ‎ ‎ ‎  ‎ ‎ ‎  ‎ ‎ ‎  ‎ ‎⠀⠀⠀ ‎ ‎ ‎  ‎ ‎ ‎  ‎ ‎ ‎  ‎ ‎ ‎ ‎ ‎   ‎ ‎ ‎ 
 "Machado do pai"⠀
ŋ̩˧˩‎ ‎ ‎ ‎ ‎ ‎ ‎ ‎ ‎ ‎ ‎    ‎ ‎ ‎ ‎ ‎⠀⠀   ‎ ‎ ‎ ‎   ‎ mã˥⠀⠀⠀⠀⠀⠀⠀⠀‎ ‎ ‎ ‎⠀⠀⠀   ‎  ‎ ‎ ‎  ‎ ‎ ‎  ‎ ‎ ‎  ‎ ‎ ‎  ‎ ‎ ‎  ‎ ‎ ‎  ‎ ‎ ‎  ‎ ‎ ‎  ‎ ‎ ‎  ‎ ‎⠀ ‎  ‎ ‎‎ ‎ ‎ ‎ ‎ ‎ ‎ ‎ ‎ ‎ ‎ ‎‎ ‎ ‎ ‎ ‎ ‎ 
 OBJ.3S⠀⠀⠀⠀⠀ ‎ ‎ ‎  ‎ rosto.‎ ‎ ‎ ‎ ‎ ‎ ‎‎ ‎ ‎ ‎⠀⠀⠀ ‎ ‎ ‎ ‎‎  ‎ ‎ ‎  ‎ ‎ ‎  ‎ ‎ ‎  ‎ ‎ ‎  ‎ ‎ ‎  ‎ ‎ ‎  ‎ ‎ ‎  ‎ ‎ ‎  ‎ ‎⠀⠀⠀ ‎ ‎ ‎  ‎ ‎ ‎  ‎ ‎ ‎  ‎ ‎ ‎ ‎ ‎   ‎ ‎ ‎    ‎ ‎ 
‎ "Rosto dele"⠀⠀⠀⠀⠀⠀
No caso acima o pronome 'ele' tem significado 'dele' por causa do efeito atributivo.
Diferente de substantivos e pronomes, quando adjetivos, numerais e classificadores funcionam como atributivos, eles ocorrem após o sujeito 
gɑ˧˩mɯ˧˩‎ ‎ ‎ ‎ ‎ ‎ ‎ ‎ ‎ ‎     ‎ ‎ ‎ ‎‎ ‎ sɛ˥⠀⠀⠀⠀⠀⠀⠀⠀‎ ‎ ‎ ‎⠀⠀⠀   ‎  ‎ ‎ ‎  ‎ ‎ ‎  ‎ ‎ ‎  ‎ ‎ ‎  ‎ ‎ ‎  ‎ ‎ ‎  ‎ ‎ ‎  ‎ ‎ ‎  ‎ ‎ ‎  ‎ ‎⠀ ‎  ‎ ‎‎ ‎ ‎ ‎ ‎ ‎ ‎ ‎ ‎ ‎ ‎ ‎‎ ‎ ‎ ‎ ‎ ‎
roupas⠀⠀⠀⠀⠀ ‎ ‎ ‎  ‎ nova.‎ ‎ ‎ ‎ ‎ ‎ ‎‎ ‎ ‎ ‎⠀⠀⠀ ‎ ‎ ‎ ‎‎  ‎ ‎ ‎  ‎ ‎ ‎  ‎ ‎ ‎  ‎ ‎ ‎  ‎ ‎ ‎  ‎ ‎ ‎  ‎ ‎ ‎  ‎ ‎ ‎  ‎ ‎⠀⠀⠀ ‎ ‎ ‎  ‎ ‎ ‎  ‎ ‎ ‎  ‎ ‎ ‎ ‎ ‎   ‎ ‎ ‎ 
‎"Roupas novas"⠀⠀⠀⠀⠀⠀
ȵi˥luŋ˥‎ ‎ ‎ ‎ ‎ ‎ ‎ ‎ ‎    ‎ ‎ tʰi˥-luŋ˥⠀⠀⠀⠀⠀⠀⠀⠀‎ ‎ ‎ ‎⠀⠀⠀   ‎  ‎ ‎ ‎  ‎ ‎ ‎  ‎ ‎ ‎  ‎ ‎ ‎  ‎ ‎ ‎  ‎ ‎ ‎  ‎ ‎ ‎  ‎ ‎ ‎  ‎ ‎ ‎  ‎ ‎⠀ ‎  ‎ ‎‎ ‎ ‎ ‎ ‎ ‎ ‎ ‎ ‎ ‎ ‎ ‎‎ ‎ ‎ ‎ ‎ ‎
 Olho⠀⠀⠀⠀⠀ ‎ CLS.NUM-olho.‎ ‎ ‎ ‎ ‎ ‎ ‎‎ ‎ ‎ ‎⠀⠀⠀ ‎ ‎ 
‎ "Um olho"⠀⠀⠀⠀⠀⠀
Um detalhe é que se o adjetivo tiver duas ou mais sílabas sendo usado como modificador, ele pode ocorrer antes do sujeito, principalmente adjetivos nominalizados. 
sɿ˧˩la˧‎ ‎ ‎ ‎ ‎ ‎ ‎u˥ ‎    ‎ ‎ ɑ˧˩tsʰɑŋ˧˩⠀⠀⠀⠀⠀⠀  ⠀⠀‎ ‎ ‎ ‎⠀⠀⠀   ‎  ‎ ‎ ‎  ‎ ‎ ‎  ‎ ‎ ‎  ‎ ‎ ‎  ‎ ‎ ‎  ‎ ‎ ‎  ‎ ‎ ‎  ‎ ‎ ‎  ‎ ‎ ‎  ‎ ‎⠀ ‎  ‎ ‎‎ ‎ ‎ ‎ ‎ ‎ ‎ ‎ ‎ ‎ ‎ ‎‎ ‎ ‎ ‎ ‎ ‎ 
bom ⠀ ‎ ‎NOM ‎ ‎ ‎ ‎  ‎ pessoa.‎ ‎ ‎ ‎ ‎ ‎ ‎‎ ‎ ‎ ‎⠀⠀⠀ ‎ ‎ ‎ ‎‎  ‎ ‎ ‎  ‎ ‎ ‎  ‎ ‎ ‎  ‎ ‎ ‎  ‎ ‎ ‎  ‎ ‎ ‎  ‎ ‎ ‎  ‎ ‎ ‎  ‎ ‎⠀⠀⠀ ‎ ‎ ‎  ‎ ‎ ‎ 
 "Boa pessoa"⠀⠀⠀⠀⠀⠀

#### Advérbios
Advérbios normalmente ocorrem antes do predicado, apesar de que pode ocorrer após.  Advérbios temporais e locativos são flexíveis, podendo ocorrer antes do predicado e depois do objeto, depois do sujeito e antes do objeto, ou até antes do sujeito. 
ŋ˧˩ɑ˥‎ ‎ ‎ ‎ ‎ ‎ ‎‎ ‎ ‎  ‎‎ ‎ ‎ ɑ˥⠀⠀⠀⠀⠀⠀kʰɑ˥tʰɑ˧˩mɑ˧˩tʰɑ˧˩⠀  ‎ ‎ ‎ ‎    tɕʰɯ˧˩mɯ˧˩⠀⠀⠀⠀⠀⠀sɑ˧˩-kʰɑ˧˩⠀⠀⠀⠀⠀‎ŋuɑ˧ ⠀⠀⠀⠀‎ ‎lɑ˥-ɛ˧˩ ‎ ‎ ‎ ‎ ‎ ‎ ‎ ‎ ‎ ‎‎ ‎ ‎ ‎ ‎ ‎ 
SUJ.3S⠀ ‎ DEF ‎ ⠀⠀ ‎  ‎  ‎ ‎‎‎ ‎ Normalmente‎ ‎ ‎ ‎ ‎ ‎ ‎ ‎ ‎ ‎   ‎⠀Nujiang⠀⠀⠀⠀⠀⠀lado-LOC⠀⠀⠀ Peixe ‎ ‎⠀⠀ ‎procurar-IND  ‎ ‎
"Ele normalmente pesca ao lado do Nujiang"⠀⠀⠀⠀⠀⠀
Nesse caso acima as expressões 'normalmente' e 'Nujiang' ocorrem após o sujeito e antes do objeto.
ŋ˧˩ɑ˥‎ ‎ ‎ ‎ ‎ ‎ ‎‎  ‎ ‎ ‎ ‎   ‎ ‎ ‎ ‎‎ ‎‎ ‎ ‎ ɑ˥⠀⠀⠀⠀⠀⠀⠀dzɑ˧˩dzɑ˧˩⠀⠀⠀⠀ ‎ ‎    pʰɑ˧˩⠀⠀⠀⠀⠀⠀⠀gɛ˥dzɿ˧˩-ɛ˧˩˩⠀⠀⠀⠀⠀⠀⠀‎ɖo˥⠀⠀‎ ⠀⠀⠀⠀⠀⠀⠀⠀⠀⠀⠀⠀‎ ‎ ‎ ‎ ‎ ‎ ‎ ‎ ‎ ‎‎ ‎ ‎ ‎ ‎ ‎ 
SUJ.3S⠀⠀⠀⠀   ‎ DEF.‎ ‎ ‎ ‎ ‎ ‎ ‎ ‎ ‎ ‎ ‎   ‎ ‎ ‎ ‎ rápido⠀⠀⠀⠀⠀⠀⠀IMP⠀⠀⠀⠀⠀⠀⠀⠀ir-IND⠀⠀⠀⠀⠀⠀⠀ ‎‎ primeiro‎ ‎ ⠀⠀⠀⠀⠀⠀  ‎ ‎ ‎ ‎ ‎ 
"Rápido você vai primeiro"⠀⠀⠀⠀⠀⠀
O caso acima é o único registrado no qual um advérbio ocorreu após predicado. 

### Substantivos

#### Singular e plural
Singular é apenas a raiz inalterada. Os sufixos zɿ˧˩ɳɯ˧˩, sendo restrito para substantivos animados, e mɯ˧˩, irrestrito, marcam pluralidade. 
| Raíz                | Plural                                        |
| ------------------- | --------------------------------------------- |
| ɑ˧˩tsʰɑŋ˧˩ 'pessoa' | ɑ˧˩tsʰɑŋ˧˩zɿ˧˩ɳɯ˧˩ / ɑ˧˩tsʰɑŋ˧˩mɯ˧˩ 'pessoas' |
| tɕʰim˧˩ 'casa'      | tɕʰim˧˩mɯ˧˩ 'casas'                           |

#### Diminutivos
O sufixo tɕʰɛn˧ junto do substantivo marca diminutivo, e as vezes a forma diminutiva não necessariamente tem relação com o substantivo utilizado na raíz. O significado original desse sufixo é filho, mas foi gramaticalizado em sufixo. 
| Raíz                | Plural                      |
| ------------------- | --------------------------- |
| ɑ˧˩tsʰɑŋ˧˩ 'pessoa' | ɑ˧˩tsʰɑŋ˧˩tɕʰɛn˧˩ 'criança' |
| ɑ˧˩bɛ˥ 'cabra'      | ɑ˧˩bɛ˥tɕʰɛn˧˩ 'criança'     |

No primeiro caso da tabela acima criança é no sentido de todo filho de alguém ser criança a vida inteira na visão dos pais, já no segundo caso, criança é no sentido usual. 

#### Gênero
Os sufixos pʰɯ˧˩ (masculino) e mɯ˧˩/mɑ˥ (feminino) podem ser utilizados com substantivos animados e inanimados para indicar gênero. No caso de substantivos inanimados esses sufixos normalmente são utilizados em caso de uma entidade fictícia que tem na sua essência aquele objeto, por exemplo, um homem de pedra. 
| Raíz            | Masculino     | Feminino     |
| --------------- | ------------- | ------------ |
| nõ˧˩uɑ̃˧˩ 'vaca' | nõ˧˩uɑ̃˧˩pʰɯ˧˩ | nõ˧˩uɑ̃˧˩mɯ˧˩ |
| luŋ˥ 'pedra'    | luŋ˥pʰɯ˧˩     | luŋ˥mɯ˧˩     |

## Pronomes

### Pronomes pessoais
A língua anong tem pronomes de primeira, segunda e terceira pessoa, podendo ser singular, dual ou plural, além disso cada tipo desses pronomes podem ter distinções inclusivas ou exclusivas.
|          | Singular      | Dual                | Plural                     |
| -------- | ------------- | ------------------- | -------------------------- |
| 1ºPessoa | ŋɑ˧˩, ɑ˧˩io˧˩ | ŋɑ˧˩iɯŋ˥si˧˩ (incl) | ŋɑ˧˩iɯŋ˥ / ɳɛ˧˩ni˧˥ (incl) |
|          | ŋɑ˧˩, ɑ˧˩io˧˩ | ɑ˧˩iɯŋ˥si˧˩ (excl)  | ɑ˧˩iɯŋ˥ (excl)             |
| 2ºPessoa | ɳɑ˧˩          | ɳɛ˧˩ɳɯŋ˥si˧˩        | ɳɛ˧˩ɳɯŋ˥                   |
| 3ºPessoa | ŋ˧˩           | ŋ˧˩ɳɯŋ˥si˧˩         | ŋ˧˩ɳɯŋ˥                    |

A 1ºPessoa possui mais de uma forma, sendo ŋɑ˧˩ de origem sino-tibetana e a outra forma é uma redução derivada do pronome ŋɑ˧˩ e do classificador de pessoa ioʔ˧˩. O tipo normal é utilizado com a 1ºPessoa dual e plural inclusivo, já o derivado é utilizado na 1ºPessoa dual e plural exclusivo, e o que indica se é dual ou plural é o sufixo si˧˩ em todos os duais. 

### Pronomes possessivos
Pronomes possessivos são marcados por prefixos ligado ao substantivo: 1º Pessoa ɑ˧˩, 2º pessoa ɳɯ˧˩, 3ºpessoa ŋ˧˩. 
| 1ºPessoa           | 2ºPessoa            | 3ºPessoa            |
| ------------------ | ------------------- | ------------------- |
| ɑ˧˩pʰɯ˧˩ 'meu pai' | ɳɯ˧˩pʰɯ˧˩ 'seu pai' | ŋ̩˧˩pʰɯ˧˩ 'pai dele' |

Esses prefixos surgiram da gramaticalização dos pronomes pessoais, reduzindo eles para prefixos. 
Além de prefixos, normalmente a partícula kʰɑ˧˩ também é usada: 
ŋɑ˧˩ (pronome pessoa 1S) kʰɑ˧˩ ɑ˧˩bɛ˥  'Minha cabra'

### Pronomes Demonstrativos
A língua anong tem dois tipos de pronomes demonstrativos: proximal, para referência a locais ou coisas próximas, e distal, para referência a locais ou coisas distantes, podendo ser em um plano de altura diferente de onde o comunicador está, ou no mesmo plano de altura.
|          | Significado            | Pronomes     |
| -------- | ---------------------- | ------------ |
| Proximal | 'Este (aqui)'          | ia˥/iɛ˥/iɛ˧˩ |
| Distal   | 'aquilo (lá em cima)'  | nɑ˥          |
| Distal   | 'aquilo (lá em baixo)' | ʔi˥          |
| Distal   | 'aquilo (logo ali)'    | ʔo˥          |
| Distal   | 'aquilo (além dali)'   | kʰu˥         |

A formação de frases com pronomes demonstrativos seguem uma regra geral, ocorrendo junto de classificadores da seguinte forma:
Pronome demonstrativo‎ ‎ ‎ ‎ ‎ ‎  ‎ ‎ ‎ bɑm˧˩ ⠀⠀⠀⠀⠀⠀nɯ˧˩ɑ˥ ⠀⠀⠀⠀⠀   sujeito ⠀⠀⠀⠀⠀⠀⠀kʰɑ˧˩⠀⠀‎ ‎⠀ ‎ ‎ ‎ ‎ ‎ ‎‎ ‎ ‎ ‎  ‎ ‎ ‎⠀ie˥⠀⠀‎ ‎ ‎ ‎ ‎ ‎ ‎ ‎ ‎ ‎ ‎ ‎‎ ‎ ‎ ‎ ‎ ‎ 
⠀⠀ ‎ ‎ ‎  ‎ ‎    ‎ ⠀ ‎ ‎ ‎  ‎ ⠀ ‎ ‎ ‎  ‎ ⠀ ‎ ‎ ‎  ‎ ⠀‎ ‎ ‎‎ ‎ ‎‎ ‎ ‎‎ ‎ ‎ ‎ ‎ ‎ ‎ CLS  ‎ ⠀⠀ ‎ ‎ ‎ ‎ ‎ ‎  ‎ DEF.‎ ‎ ‎ ‎ ‎ ‎ ‎ ‎ ⠀ ‎ ‎ ‎  ‎ ⠀ ‎ ‎ ‎  ‎ ⠀ ‎ ‎ ‎  ‎‎ ‎ ‎ ⠀⠀⠀⠀POSS⠀⠀⠀⠀ ‎ ‎ Ser/é/pertencer
Exemplo: iɑ˥ bɑm˧˩ nɯ˧˩ɑ˥ ɑ˧˩io˧˩ kʰɑ˧˩ ie˥⠀'Este aqui é meu'⠀⠀⠀⠀

### Pronomes interrogativos
São criados a partir de um morfema interrogativo kʰɑ˥ ou kʰɑ˧˩ + classificador. É possível reduplicar o morfema interrogativo + classificador para indicar pluralidade. Se utilizar o advérbio gɯ˧˩ ao lado dos pronomes interrogativos será passado a ideia dos pronomes indefinidos nada, ninguém (depende do contexto). Se utilizar o sufixo lɑŋ˧˩ em qualquer caso tornará a pergunta retórica. 
|               |                       | Significado | Exemplo                                             |
| ------------- | --------------------- | ----------- | --------------------------------------------------- |
| Classificador | Para pessoa           | ioʔ˥        | ɳɑ˧˩ kʰɑ˧˩ ioʔ˥ ɳɯ˧˩- iɛ˧ 'Quem é você?'            |
| Classificador | Para coisas abstratas | tʂʰɿ˧˩      | ɳɑ˧˩ kʰɑ˥tʂʰɿ˧˩ ɳɯ˧˩ ɕoŋ˧˩? 'O que você quer?'      |
| Classificador | Para locais           | a˧˩         | ɳɑ˧˩ kʰɑ˥ɑ˧˩ ɳɯ˧˩ dzɿ˧˩ dʑɛ˧˩ 'Para onde você vai?' |

### Pronomes Indefinidos
Existem dois pronomes indefinidos no anong: ɑ˧˩tsʰɑŋ˧˩ ou ɑ˧˩tsʰɑŋ˧˩tʂʰɿ˥ 'alguém' e ɑ˧˩ɖɑŋ˥ 'todo mundo'.

## Verbos
Verbos no anong são alterados para pessoa, número, aspecto, voz, modo e direção através de prefixos, sufixos, mudança do início, final e tom da raíz , e reduplicação. 

### Pessoa e Número
A forma que um verbo é alterado no anong é através de afixação. A tabela a seguir usará o verbo kʰi˥ 'morder' como exemplo. 
|          | Singular | Dual       | Plural      |
| -------- | -------- | ---------- | ----------- |
| 1ºPessoa | kʰiŋ˥    | kʰi˥sɛ˥    | kʰi˥i       |
| 2ºPessoa | ɳ̩˧˩kʰi˥  | ɳ̩˧˩kʰi˥sɛ˥ | ɳ̩˧˩kʰi˥ɳɯ˧˩ |
| 3ºPessoa | kʰi˥     | kʰi˥       | kʰi˥        |

No anong, usa-se iɛ˧ independente de pessoa ou número para qualquer verbo de ligação que dá um sentido de afirmação. Entretanto, verbos de ligação que dão sentido negativo devem ser prefixados. Nesse caso o prefixo m̩˧˩ é utilizado, e quando na segunda pessoa, ocorre uma fusão com o prefixo já existente. 
|          | Singular afirmativo | Singular negativo |
| -------- | ------------------- | ----------------- |
| 1ºPessoa | iɛ˧                 | m̩˧˩ʐɿŋ˥           |
| 2ºPessoa | iɛ˧                 | m̩ɯɳ˧˩ʐɿ           |
| 3ºPessoa | iɛ˧                 | m̩˧˩ʐɿ˥            |

### Aspecto
Aspecto é marcado por sufixos no verbo.
| Aspecto           | Sufixo            | Exemplos                                                                                   |
| ----------------- | ----------------- | ------------------------------------------------------------------------------------------ |
| Futuro contínuo   | bɯ˥ ou uɑ˥        | ŋ˧˩ɳɯŋ˥ kʰɛn˧ vɛn˧˥ -ɛ˥ -uɑ˥ 'Eles estarão comprando vegetais'                             |
| Presente contínuo | ɛ˥ ou no˧˩ɛ˥      | ŋ̩˧˩ɳɯŋ˥ tɕʰim˧˩ kʰɑ˧˩ lɑ˧˩tɕʰɯŋ˥ ɑ˧˩tʰi˧˩zɿn˧˩sɑ˥ no˧˩-ɛ˧˩ 'A porta de casa está trancada' |
| Perfeito          | dʑɛ˧˩/dʑɯ˧˩/dʑi˧˩ | tsʰɿ˧˩ dzɑŋ˥ ɑ˧˩dʑɛ˧˩ 'Já está chovendo'                                                   |
| Experiencial      | ie˧˩              | ŋ˧˩ ɑ˥ ɑ˧˩din˥ ɕɑ˧ kʰi˥ -ɛ˧˩ -ie˧˩ 'Ele ja comeu carne de rato'                            |
| Perfectivo        | ʈʰɑŋ˥             | ŋ˧˩ ɑ˥ ɑ˧˩gɹɿ˥tʂʰɿ˧˩ ɛm˥ ʈʰɑŋ˥ dʑɛ˧˩ -ɛ˥ 'Ele terminou de comer a comida/refeição'         |

O sufixo uɑ˥ ocorre apenas com terceira pessoa, já bɯ˥ não possui restrições; além disso bɯ˥ é utilizado para indicar eventos testemunhados por pessoas ou que serão realizados pelo falante, já uɑ˥ é para eventos não testemunhados ou que não são realizados pelo falante. O aspecto perfeito contínuo indica que o evento já está ocorrendo mas não enfatiza o momento de término, já o perfectivo enfatiza e indica que o momento acabou; esses dois aspectos possuem ocorrência em conjunto recorrentemente. O aspecto experiencial indica que o evento acontecia ou já aconteceu; as vezes é usado para indicar que o falante experienciou o assunto que se trata no passado. 

### Voz
O anong possui voz reflexiva, causativa e recíproca através do uso de prefixos, sufixos e alterações na raiz verbal

#### Reflexiva
Voz reflexiva é caracterizada pelo sufixo ɕɯ˧˩, possuindo as variantes ʂɿ˧˩ e sɛ3. Afixos não são mais utilizados para indicar voz reflexiva, e em alguns casos, eles se tornaram permanentes com alguns verbos.   Não possui nenhuma forma especial para dual ou plural.
| Raíz                      | Primeira pessoa | Segunda pessoa    |
| ------------------------- | --------------- | ----------------- |
| dʑɛn˧˩ 'lavar (roupas)'   | dʑɛn˧˩ɕɯŋ˧˩     | dʑɛn˧˩ʂɿ˧˩        |
| sɑn˥ 'matar'              | sɑn˥ɕɯŋ˧˩       | sɑn˥sɛ˧˩ (ʂɿ˧˩)   |
| tɕʰɑŋ˥ 'pentear' (cabelo) | tɕʰɑŋ˥ɕɯŋ˧˩     | tɕʰɑŋ˥ʂɿ˧˩ (sɛ˧˩) |
| guɑ˧˩ 'colocar' (roupa)   | guɑ˧˩ɕɯŋ˧˩      | guɑ˧˩ʂɿ˧˩         |

#### Causativa
Voz causativa é caracterizada por prefixos  sɿ˧˩, ɛ ˧˩, ɕi˧˩, dɯ˧˩/di˧˩ entre outros de raro uso. Ocorre também por desvozeamento da consoante inicial
Verbos que contêm vogais como a, o, ɯ, ou u levam o prefixo sɿ˧˩.ɛ˧˩ ocorre antes de verbos contendo a vogal ɛ. ɕi˧˩ ocorre antes de verbos com consoante palatal na posição inicial ou com a vogal i.
| Raíz                             | Verbo causativo |
| -------------------------------- | --------------- |
| ga˥ 'aderir'                     | sɿ˧˩ga˥         |
| ɛm˧˩ 'comer'                     | sɛ˧˩ɛm˧˩        |
| dʑɯŋ˧˩ 'morder (cachorro morde)' | ɕi˧˩dʑɯŋ˧˩      |
| tʰo˥dɑ˥ 'quebrar'                | sɿ˧˩tʰo˥dɑ˥     |

Verbos com consoante inicial sendo lateral líquida ou nasal se tornam desvozeadas
| Raíz             | Verbo causativo |
| ---------------- | --------------- |
| lim˥ 'enterrar'  | sɿ˧˩lim˥        |
| nɑŋ˥ 'preencher' | sɿ˧˩nɑŋ˥        |
| ȵim˥ 'dormir'    | sɿ˧˩ȵim˥        |
| ŋɯ˥ 'chorar      | sɿ˧˩ŋɯ˥         |

#### Recíproca
Voz recíproca é caracterizado pelo prefixo a˧˩.
| Raíz                  | Verbo recíproco                      |
| --------------------- | ------------------------------------ |
| vɑm˥ 'atirar'         | ɑ˧˩vɑm˥ 'atirar um ao outro'         |
| tsʰom˥ 'sentir falta' | ɑ˧˩tsʰom˥ 'sentir falta um do outro' |

Além disso esse prefixo pode ocorrer junto de prefixos causativos, caracterizando o verbo com as duas vozes.
ɑ˧˩ (prefixo recíproco) ɕi˧˩ (prefixo causativo) dʑɯŋ˧˩ (acreditar) = Algo causou de um acreditar no outro

### Modo
O anong possui modo indicativo, imperativo e direcional, sendo marcados por afixação ou alteração de voz no início das raízes verbais. 

#### Indicativo
É caracterizado pelo sufixo ɛ˥ ou ɛ˧˩ no verbo. Se tiver algum outro afixo, a combinação irá incluir aspecto contínuo no significado. 
pʰɑ˥dzɑ˥mɑ˧˩ ɑ˧˩ gɹɿ˥tʂʰɿ˧˩ ɛm˧˩ -ɛ˧˩ 'O irmão mais velho está comendo mingau'.

#### Imperativo
O imperativo no anong existe através de afixação na forma singular, dual e plural  e, para alguns verbos, alterando a voz do início. 
Se a inicial é uma consoante surda, vozeada africada ou encontro consonantal, não há alteração, e o imperativo é marcado pelo sufixo o˧˩ para singular, so˧˩ para dual e ɳo˧˩ para plural. 
| Raíz          | Singular | Dual      | Plural    |
| ------------- | -------- | --------- | --------- |
| dzɑm˥ 'colar' | dzɑm˥o˧˩ | dzɑm˥so˧˩ | dzɑm˥ɳo˧˩ |

Se a inicial for uma fricativa vozeada, nasal vozeada ou lateral vozeada, não irá existir voz na forma imperativa. Os sufixos são o mesmo que no exemplo acima.
| Raíz              | Singular | Dual      | Plural    |
| ----------------- | -------- | --------- | --------- |
| vɛ˧˩ 'iluminar'   | fɛ˧˩o˧˩  | fɛ˧˩so˧˩  | fɛ˧˩ɳo˧˩  |
| zɿn˧˩ 'perguntar' | sɿn˧˩o˧˩ | sɿn˧˩so˧˩ | sɿn˧˩ɳo˧˩ |
| ɳɛm˧ 'vender'     | ɳ̥ɛm˧o˧˩  | ɳ̥ɛm˧so˧˩  | ɳ̥ɛm˧ɳo˧˩  |
| mɛŋ˧˥ 'cavar'     | m̥ɛŋ˧˥o˧˩ | m̥ɛŋ˧˥so˧˩ | m̥ɛŋ˧˥ɳo˧˩ |
| lɑŋ˥ 'lamber'     | ɬɑŋ˥o˧˩  | ɬɑŋ˥so˧˩  | ɬɑŋ˥ɳo˧˩  |

Se o verbo inicia com vogal, o prefixo pʰɯ˧˩ precisa ser adicionado além do sufixo como nos outros casos. 
| Raíz        | Singular    | Dual         | Plural       |
| ----------- | ----------- | ------------ | ------------ |
| ɑŋ˥ ‘beber’ | pʰɯ˧˩ɑŋ˥o˧˩ | pʰɯ˧˩ɑŋ˥so˧˩ | pʰɯ˧˩ɑŋ˥ɳo˧˩ |

Se o verbo começar com um ditongo que tem [i] como primeiro elemento, [i] se torna ɕ na forma imperativa. 
| Raíz           | Singular | Dual     | Plural   |
| -------------- | -------- | -------- | -------- |
| iɛn˥ 'escapar' | ɕɛn˥o˧˩  | ɕɛn˥so˧˩ | ɕɛn˥ɳo˧˩ |

#### Direcional
Esse tipo de modo existe no anong, através da utilização de sufixos, devido a localização geográfica do seu povo ser repleto de montanhas e rios, facilitando a comunicação para pessoas.  Os sufixos podem ser divididos em centrifugais e centripetais, dependendo da perspectiva do comunicador.
Movimento centripetal (em direção ao centro de ação, normalmente local de quem fala) é caracterizado pelos sufixos ɑ˧˩ie˥, ɑ˧˩nɑ˥, ɑ˧˩ɖɑ˥ e ɭo˧˩ no verbo. 
| Raíz            | Raíz+Sufixo | Resultado                                              |
| --------------- | ----------- | ------------------------------------------------------ |
| zɿ5 'Continuar' | zɿ˥ ɑ˧˩ie˥  | Continuar de volta (falante: nível do chaõ)            |
| zɿ5 'Continuar' | zɿ˥ ɑ˧˩nɑ˥  | Continuar para cima (falante: nível de cima)           |
| zɿ5 'Continuar' | zɿ˥ ɑ˧˩ɖɑ˥  | Continuar para baixo (falante: nível de baixo)         |
| zɿ5 'Continuar' | zɿ˥ ɭo˧˩    | Continuar para o começo (retornar para o ponto inicial |

Movimento centrifugal (para longe do centro de ação, normalmente local de quem fala) é caracterizado pelos sufixos ɑ˧˩bɑ˥, ɑ˧˩lɑ˧˩, ɖɑŋ˥, e ɭu˥ no verbo 
| Raíz            | Raíz+Sufixo | Resultado                                                  |
| --------------- | ----------- | ---------------------------------------------------------- |
| zɿ5 'Continuar' | zɿ˥ ɑ˧˩bɑ˥  | Continuar para longe (para longe do ponto de origem)       |
| zɿ5 'Continuar' | zɿ˥ ɑ˧˩lɑ˧˩ | Continuar para baixo (falante: de cima de uma montanha)    |
| zɿ5 'Continuar' | zɿ˥ ɖɑŋ˥    | Continuar para cima (falante: de baixo de uma montanha)    |
| zɿ5 'Continuar' | zɿ˥ ɭu˥     | Continuar de volta para lá (retornar para o ponto inicial) |

## Vocabulário

### Números
A formação dos números no anong é feito através da junção da palavra que representa a posição + números básicos (1-9). As vezes ocorrem mudanças fonéticas ou transformação de vogal simples para ditongo. Além disso, o morfema i˧˩ é usado para indicar separação das casas e facilitar leitura:
ɑ˧˩som˧˩ ɕɑ˥ i˧˩ kuŋ˥ tsai˥ kuŋ˥ '300 e 6 10 6 = 366'. 
| anong                 | Português |
| --------------------- | --------- |
| tʰi˥                  | 1         |
| ɑ˧˩ȵi˥                | 2         |
| ɑ˧˩som˧˩              | 3         |
| bɹi˧˩                 | 4         |
| pʰɑŋ˧˩                | 5         |
| kuŋ˥                  | 6         |
| sɿȵ˧˥                 | 7         |
| ɕɛȵ˥                  | 8         |
| dɯ˧˩gɯ˧˩              | 9         |
| tʰi˧˩tsʰa˥            | 10        |
| tʰi˧˩ tsʰai˥ tʰi˧     | 11        |
| tʰi˧˩ tsʰai˥ ȵi˧      | 12        |
| tʰi˧˩ tsʰai˥ som˧˩    | 13        |
| tʰi˧˩ tsʰai˥ bɹɿ˧˩    | 14        |
| tʰi˧˩ tsʰai˥ pʰɑŋ˧˩   | 15        |
| tʰi˧˩ tsʰai˥ kuŋ˥     | 16        |
| tʰi˧˩ tsʰai˥ sɿȵ˧˥    | 17        |
| tʰi˧˩ tsʰai˥ ɕɛȵ˥     | 18        |
| tʰi˧˩ tsʰai˥ dɯ˧˩gɯ˧˩ | 19        |
| ɑ˧˩ȵi˥tsʰa˥           | 20        |
| ɑ˧˩som˧˩tsʰa˥         | 30        |
| ɑ˧˩bɹɿ˧˩tsʰa˥         | 40        |
| pʰaŋ˧˩tsʰa˥           | 50        |
| kuŋ˥tsʰa˥             | 60        |
| sɿȵ˧˥tsʰa˥            | 70        |
| ɕɛȵ˥tsʰa˥             | 80        |
| dɯ˧˩gɯ˧˩tsʰa˥         | 90        |
| tʰi˥ɕɑ˧               | 100       |
| tʰi˧˩jɑ˥/tʰi˧˩tu3     | 1000      |
| tʰi˧˩mɯ˧˩             | 10000     |

## Conto

### lɑŋ˥
ɭo˥ dʑɛ˧˥u˧. tɕʰɑ˧˩mɑ˧˩ ɖuŋ˧˥ ʈʰɯ˧˩dʐɿ˧˩ tʰɑ˧˥, ɑ˧˩pʰɑŋ˥ kʰuɑ̃˧˩ dɯŋ˧˩ kʰɑ˧˩ iɛ˧ uɑ˧, bɑ˧˩ʂɿ˧˩ ȵɯŋ˥ tɕʰɑ˥, dʐɿ˧ tʰɑ˧˥, tɕʰɑ˧˩mɑ˧˩ ɳɯ˧˩ tɕʰɛn˧˩ tʰi˧˩-ioʔ˥ ɳo˥ ɑ˧˩ni˥ gɯ˧tʰɑ˧˥ ŋ˧˩mɯ˧˩dzɑ˧˩ dzɿ˥ dʑɛ˧˥uɑ˧, ŋ˧˩mɯ˧˩dzɑ˧˩ tʰi˥kʰuɛ̃˧ tɕʰɑ˥ dʐɿ˧˩tʰɑ˧˥ dʑɛ˧˥ɑ˧˩uɑ˧, ŋ˧˩ ɭo˥ tʰɑ˧˥ ŋ˧˩ pʰɑ˥ dzɑ˥mɑ˧ ɑ˧˩ȵi˧ mi˧˩ ɕin˧˩ ɛ˧˩bɑ˧uɑ˧, tʰi˧˩zɑ˧˩ ɖuŋ˧˩ ɕo˧lo˥ tʰi˧˩-dzɯŋ˥ ɑ˧˩nɛ˥, ŋ˧˩ɳɯŋ˧˩ m˧˩nɛm˧˥ zom˧˥ ʂɿ˧˩ uɑ˧li˧ ɑ˧˩ gɯŋ˥ ɛ˧uɑ˧ gɯ˧tʰɑ˧˥ tɕʰɑ˧˩mɑ˧˩ ŋ˧˩mɯ˧˩ bɑ˧˩ ɖɑŋ˥ ʂɿ˧˩ dʐɿ˥u˧uɑ˧, ŋ˧˩ mɑ˧˩ȵɑ˧˩ ɖɑŋ˥ ʈʰɯ˧˩ dʐɿ˧tʰɑ˧˥ tɕʰɑ˧˩mɑ˥ ɳɯ˧ bɑ˧˩ ɑ˧˩vu˧˥ mi˧˩ tɕʰiʔ˧ uɑ˧˩li˧, tɕʰɑ˧˩mɑ˧˩ ɑ˧˩ŋɯ˥ ɑ˧˩ni˥ tʰɑ˧˥, kɑ˥tʂʰɿ˧˩lɑŋ˧˩ ɑ˧˩ŋɯ˥ ɑ˧˩lɛ˧? ɳɑ˧˩ ʔo˥lɯ˧˥ kʰɑ˧˩ vɛ˧˩ uɑ˧li˧, ʔo˥lɯ˧˥ ɳɯ˧˩ tɕʰo˧˩uɑ˧˩ ɖɑ˧uɑ˧, b tʰi˥ so˧˩ tʰɑ˧˥ ɑ˧˩pʰi˥ tʰi˥-dʑɑŋ˧˩ tɕʰiʔ˧ uɑ˧˩li˧ sɿ˧˩-ŋɯ˧˥ u˧˩ kɑ˥ tʂʰɿ˧˩lɑŋ˧˩ ɑ˧˩ŋɯ˥ ɑ˧˩lɛ˧? ɳɑ˧˩ i˧˩luŋ˧˥ kʰɑ˧˩ vɛ˧˩ uɑ˧li˧, i˧˩luŋ˧˥ tɕʰin˥ li˧, tɕʰo˧˩uɑ˧ɖɑ˧, ɑ˧˩dɛ˧˩ tʰi˥ so˧˩ tʰɑ˧˥ tʰi˥-dʑŋ˧˩ tɕʰiʔ˧uɑ˧˩ li˧ sɿ˧˩-ŋɯ˧˥ u˧˩, gɯ˧tʰɑ˧˥ɳɑ˧˩ kɑ˥tʂʰɿ˧˩lɑŋ˧˩ ɑ˧˩ŋɯ˥ ɑ˧˩lɛ˧? ɳɑ˧˩ gɑ˧˩mɯ˧˩ kʰɑ˧˩vɛ˧˩ uɑ˧li˧, gɑ˧˩mɯ˧˩  tɕʰin˥ li˧ tɕʰo˧˩uɑ˧˩ ɖɑ˧, tɕʰɑ˥ tʰi˥-dʑɑŋ˧˩ tʰɑ˧˥, ɑ˧˩pʰi˥ tʰi˥-dʑɑŋ˧˩ sɯ˧˩-ŋɯ˥ u˧˩,  kɑ˥tʂʰɿ˧˩lɑŋ˧˩ ɑ˧˩ŋɯ˥ ɑ˧˩lɛ˧? ɳɑ˧˩ ȵi˧˩go˧ kʰɑ˧˩ vɛ˧˩u˧li˧, ȵi˧˩go˧ gɯ˧˩li˧ tɕʰin˧˥ li˧˩ tɕʰo˧uɑ˧ɖɑ˧, tɕʰɑ˧˩mɑ˧˩ ɳɯ˧˩ ŋ˧˩mɯ˧˩  kʰɑ˧˩ tʰi˥tʂʰɿ˧˩ gɯ˧˩ mɑ˧˩ ɖɑ˥ɛ˧˩  dʐɿ˧˩, gɯ˧tʰɑ˧˥ sɿ˥dzɯŋ˥ ɳɯ˧˩ pʰɯ˧˩ ʐom˧˥ bɑ˧uɑ˧, ŋ˧˩ ɑ˧ ŋ˧˩ʈʰɑ˧˩ɳɑŋ˥ guɑ˧˩-dɛm˥ mɯ˧˩ guɑ˧˩ ʂɿ˥li˧ ɭo˥ dʑɛ˧˥uɑ˧,  tɕʰɑ˧˩mɑ˧˩ ɖuŋ˧˩ ʈʰɯ˧˩dʐɿ˧ tʰɑ˧˥,gu˧˩tʂʰa˥ ɳɯ˧˩ɑ˧˩ ɑ˧˩io˧˩ tʰi˥-bɯ˧˩ʐom˥ ɑ˧˩ iɛ˥ ɳɯ˧˩ɑ˧˩ m˧˩ʐɿ˧ tsʰom˥ uɑ˧, ʔi˥pʰɑŋ˥ ɑ˧˩ mɯ˧˩dzɑ˧˩ do˥ ʂɿ˧˩dʐɿ˥ u˧˩li˧, di˧dzɑŋ˥ uɑ˧, mɯ˧˩dzɑ˧˩ gɯ˧˥  do˥ m˧˩so˥ uɑ˧. tɕʰɑ˧˩pʰɑŋ˧˩ du˥ ʂɿ˧˩dʐɿ˥u˧˩ uɑ˧, tɕʰɑ˧˩pʰɑŋ˧˩ gɯ˧ du˥ m˧˩so˧˩ u˧˩ uɑ˧, ɑ˧˩io˧˩ tʰi˥bɯ˧˩ʐom˥ ɑ˧˩ m˧˩tɕʰɑ˥,ɑ˧˩xɛ˧ ŋ˧˩tɕʰin˥ ɳɯ˧˩def pʰa˥pʰa˥ lɑŋ˧˩ m˧˩tɕʰɑ˥, gɛn˧˥ u˧˩uɑ˧, tɕʰɑ˧˩mɑ˧˩ iɛ˥ ɳɯ˧˩ɑ˧˩ uɑ˥tʰɑ˧˥, ɑ˧˩mɯ˧˩ dzɑ˧˩ tɕʰɑ˧˩pʰɑŋ˧˩ du˥ tʰɑ˧˥ ɳɯ˧˩ɑ˧˩dʑim˧ ɛ˧˩ iɯŋ˥ɑ˧˩, ʔe˧li˧ pʰa˥pʰa˥ lɑŋ˧˩ tɕʰɑ˥ dʑɛ˧˥ vɛ˧ uɑ˧, tɕʰɑ˧˩mɑ˧˩ʑa˧ mã˥ kʰɑ˧˩ dʑɑ˥ u˧˩ ɳɯ˧˩ɑ˧˩ tsa˥si˧ ɛ˧˩uɑ˧, ɑ˧˩io˧˩ tʰi˥-bɯ˧˩ʐom˥ ɑ˧˩ ioʔ˥ m̩˧˩-bɯ˧˩si˧˩, tɕʰɑ˧˩mɑ˥zɑ˥ ɳɯ˧˩ uɑ˧tʰɑ˧˥, ɑ˧˩mɯ˧˩ dzɑ˧˩ lɑ˧˩mɑ˥ uɑŋ˧˥ li˧, nɛm˧˩ mi˧˩ bɯ˧˩si˧˩ dʑɛ˧˥. ʔi˥pʰɑŋ˧ ɑ˧˩ tɕʰɑ˧˩mɑ˧˩ gɯ˧˩ ʈɑ˧˩ ni˧, nõ˧˩uɑ̃˧˩ ɑ˧˩tɕʰuŋ˧˩ dʑo˧˩ɑ˧˩ ni˧ ŋ˧˩pʰɯ˧˩ mi˧˩ nõ˧˩uɑ̃˧˩ ɑ˧˩tɕʰuŋ˧˩ ʂɿ˧˩dʐɿ˥ u˧˩uɑ˧, tʰi˥ ȵi˧ ɳɯ˧˩ɑ˧˩, tʂʰɿ˧˩ɖom˥ ɖuŋ˥ mi˧˩ tɕʰɑ˥ ɕɛ˧˩nɛm˧˩ ɳɯ˧˩ lɑŋ˥ɑ˧˩ ɳɑ˧li˧, si˥li˥si˥li˥ɣo˧˩ (choro de pássaro), dɛ˧˩gʐɿ˥ ʔo˥ɳɯ˧˩! di˧˩tɕʰɯ˥ kʰɑ˧ɕɑ˧ m˧˩ɣo˧˩ dɛ˧˩? li˧ȵɑ̃˧ ɑ˧uɑ˧, tɕʰɑ˧˩mɑ˥ ɳɯ˧˩ bɯŋ˧˩ gɯŋ˧˩ u˧, nõ˧˩uɑ̃˧˩ ɑ˧˩tɕʰuŋ˧˩-su˥ ɳɯ˧˩ɑ˧˩, ʔo˥ɳɯ˧˩ sɑŋ˥ bɑ˧˩ tʰo˧˩ o˧˩li˧, nõ˧˩uɑ̃˧˩ dʑɑŋ˧˩ m̩˧˩tʰɑm˧˩ tʰɑ˧˥, nõ˧˩uɑ̃˧˩ ɳɯ˧˩ ɑ˧˩tsʰɑŋ˧˩ mɯ˧˩dzɑ˧˩ ɛm˥ bɑ˧˩ ʔi˥pʰɑŋ˧ ȵi˥ ɳɯ˧˩ ɑ˧˩tɕʰuŋ˧˩ dʐɿ˧ gɯ˧ ŋ˧˩ bɯŋ˧˩ ɳɯ˧˩ɑ˧˩ sɛ̃˥ũ˧˩ li˧, ʔo˧˥di˧ si˥li˥ si˧li˧ ȵɑ̃˧˩ ɑ˧˩u˧, ʔo˥ɳɯ˧˩ tʰo˧˩ tʰɑ˧˥, nõ˧˩uɑ̃˧˩ ɳɯ˧˩ ɑ˧˩tsʰɑŋ˧˩ mɯ˧˩dzɑ˧˩ ɛm˧˩ bɑ˧˩ uɑ˧. ɑ˧˩ʂɿ˥kʰɑ˥ ŋ˧˩pʰɯ˧˩ mi˧˩ xo˧ uɑ˧ tʰi˥-ȵi˧ tʰi˥-ȵi˧ kʰɑ˥tʂʰɿ˧˩lɑŋ˧˩ ɛm˧˩ ʂɿ˧˩dʐɿ˥ u˧˩ lɛ˧? ɑ˧˩pʰɯ˧˩ u˧˩, gɑ˧˩mɯ˧˩ mɑ˧˩ ɖɑŋ˥ li˧ nõ˧˩uɑ̃˧˩ ɑ˧˩tʰiɛ̃˧˩ u˧˩ tʰɑ˧˥, bɑ˧˩xɯ˥ tɕʰi˧ ɛ˧˩, gɯ˧tʰɑ˧˥ ŋ˧˩pʰɯ˧˩ mi˧˩ gɑ˧˩mɯ˧˩ tʰi˧˩-tʰɑm˥ di˧˩kʰuɑ˧˩ u˧˩dʑɛ˧˥ uɑ˧, ʔi˥pʰɑŋ˥ ȵi˧ gɯ˧ ʔo˧˥di˧ tʂʰɿ˧˩ɖom˥ ɖuŋ˧ ni˧˩ si˥li˥ si˧li˧ u˧˩ uɑ˥li˧ ȵɑ̃˧ ɑ˧˩ u˧, ʔo˥ɳɯ˧˩ kʰɑ˧˩ to˧˩ li˧ nõ˧˩uɑ̃˧˩ gɯ˧˩ ɑ˧˩tsʰɑŋ˧˩ mɯ˧˩dzɑ˧ ɛm˧˩ bɑ˧˩ uɑ˧ ɑ˧˩ʂɿ˥kʰɑ˥ ŋ˧˩pʰɯ˧˩ mi˧˩ zɿn˧u˧˩ uɑ˧ ʔo˥ dʑɑŋ˧˩ ɳɯ˧˩ɑ˧˩ ŋ˧˩pʰɯ˧˩ kʰɑ˧˩ sɿ˧˩lɑ˥nɛm˥ ɕi˧˩-ȵin˥ ɑ˧˩pʰɯ˥ u˧, tʰi˥-ȵi˧ tʰi˥-ȵi˧ ɑ˧˩io˧˩ nõ˧˩uɑ̃˧˩ ɑ˧˩ tɕʰuŋ˧˥ tʰɑ˧˥, tʂʰɿ˧˩ɖom˥ ɖuŋ˥ ni˧˩ tɕʰɑ˧ ɕɛ˧nɛm˥ ɳɯ˧˩ lɑŋ˥ ɑ˧˩ ɳo˥ li˧ ɑ˧˩io˧˩ bɯŋ˧˩ ɑ˧˩sɛ̃˧˥ũ˧˩ li˧ ȵɑ̃˧ ɳɯ˧˩ɛ˧˩, ʔo˥ɳɯ˧˩, sɑŋ˥ bɑ˧˩ toŋ˧˩ li˧, nõ˧˩uɑ̃˧˩, ɳɯ˧˩ ɑ˧˩tsʰɑŋ˧˩ mɯ˧˩dzɑ˧˩ ɛm˧˩ bo˧˩, uɑ˥li˧ ɕi˧-ȵin˥ dʑɛ˧ tʰɑ˧˥, tʰi˧˥-ȵi˧ ɳɯ˧˩ɑ˧˩ ŋ˧˩pʰɯ˧˩ tɑ˥ti˥ ɑ˧˩tɕʰuŋ˧˥ dʑɛ˧˥, ʔo˥-ȵi˧ gɯ˧˩ tʂʰɿ˧˩ɖom˥ ɖuŋ˧˩ ni˧˩ tɕʰɑ˥ ni˧˩ tʰi˥ ɖɯ˧˩ xo˧˥xi˧˩ lɑŋ˥ ɑ˧˩ ɳɯ˧˩ɑ˧˩ li˧. si˥li˥ si˧li˧ u˧˩,  di˧˩tɕʰɯ˥ kʰɑ˧˩ ɕɑ˧˥ m˧˩ɣo˧˩ dɛ˧˩? uɑ˧li˧ ȵɑ̃˧ ɑ˧˩uɑ˧˩, gɯ˧tʰɑ˧˥ ŋ˧˩pʰɯ˧˩ mi˧˩ ɑ˧˩vu˧˥ dʐu˧ ʂɿ˧˩ li˧, ɑ˧˩io˧˩ tʰi˥-bɯ˧˩ʐom˥ lɛ˧ ɳ˧˩ʐɿ˧ na˧, ɑ˧˩io˧˩, I ɑ˧˩vu˧˥ pʰɑm˧˩ ŋɑ˧˩ ɳɯ˧ uɑ˧li˧ m˧˩dʑɑ˧ u˧˩ uɑ˧, gɯ˧tʰɑ˧˥ tɕʰɑ˥ ɳɯ˧˩ ɑ˧˩vu˧˥pʰɑm˥ ɑ˧˩ ŋɑ˧˩ i˧˥uɑ˧, ʔo˥-ȵi˧ ɳɯ˧˩ɑ˧˩ tɕʰɑ˥ ɳɯ˧ lɑŋ˥ u˧˩li˧ ɑ˧˩so˧˧˥1 pʰɑ˥-dzɑ˥-di˧ tɕʰɑ˧˩mɑ˧˩ ɖuŋ˥ ɭo˧˥ dʑɛ˧˥, tɕʰɑ˥ gɯ˧˩ tɕʰɑ˧˩mɑ˧˩ ɖuŋ˧˩ sɿ˧˩-lɑŋ˧˥ u˧, bɯ˥dʑɑ˧˩ ɛm˧˩ ɳɯ˧˩ tʰɑ˧˥, ŋ˧˩pʰɯ˧˩ ɑ˧˩si˥ ŋ˧˩tɕʰɛn˧˩ kʰɑ˧˩ ɳɯ˧˩ɑ˧˩ ɑ˧˩gʐɿ˧hiŋ˧˥ ɖuŋ˧˩ ɕɑ˥ ɑ˧˩dʑɑ˧ io˥ uɑ˧, tɕʰɑ˧˩mɑ˧˩zɑ˥ ɳɯ˧˩ ɑ˧˩gʐɿ˥-hiŋ˧˥ ɖuŋ˧˩ uɑ˧, ŋ˧˩ȵi˧ ɳɯ˧˩ɑ˧˩ tʰi˧˩ ȵi˧-io˥ uɑ˧, tʰi˧˥-iɑŋ˥ tʰi˥-iɑŋ˥ dʑo˧˥dʑo˧ uɑ˧˩ io˥tʰɑ˧˥ tɕʰɑ˧˩mɑ˧˩zɑ˥ ɳɯ˧˩ mi˧˩ pʰe˧˩! iɛ˧ tɕʰo˧ tɕʰɑ˥ kɑ˥tʂʰɿ˧˩ mo˧ uɑ˧˩li˧ kʰɑ˥ȵi˧ uɑ˧˩ li˧ dʑo˧˩san˧˩ dʑɛ˧ tʰɑ˧˥, nɑ˧˩ tɕʰɯŋ˥zaŋ˧˩ kʰɑ˧˩ ʔi˥pʰɑŋ˧˩ ȵi˧ ɳɯ˧˩ dʑu˧˩ tʰɑ˧˥ tɕʰɑ˧ mɑŋ˧˩ ŋɯ˧˩ɑ˧˩ mɛ˧ ɛ˧ li˧ tsʰɯ˧˩tɛ˧˥ tʰi˥-kʰɑ˧˩ ɑ˧˩nɛ˥ uɑ˧,  ʔo˥ tsʰɯ˧˩tɛ˥ ɳɯ˧˩ɑ˧˩ mɑ˧˩xuŋ˥ tsʰɯ˧˩ ni˧ uɑ˧-dɛm˥, ŋ˧˩mɑ˧˩xuŋ˥ ɖuŋ˧˩ ɑ˧˩ ɑ˧˩kʰom˧˥ bɑ˧˩ uɑ˧, ʔi˥pʰɑŋ˧˩ ȵi˧ ɳɯ˧˩ɑ˧˩, mɑ˧˩xuŋ˥ ni˧ ŋɯ˧˩ lu˧˥ uɑ˥li˧, dʑɑ˧˩ a˧˩nɑ˥ tʰɑ˧˥, tsʰɯ˧˩tɛ˥ mi˧˩ ŋ˧˩ʂɿ˥ uɑ˧ tsʰɯ˧˩ ni˥ uɑ˧mɑ˧˩ uɑ˧, gɯ˧tʰɑ˧˥, pʰe˧˩, iɛ˥ tɕʰo˧ tsʰɯ˧˩tɛ˧˩ kɑ˥tʂʰɿ˧˩ mo˧ uɑ˧˩li˧, tɕʰim˧˩ pʰɑŋ˥ʂɿ˧˩ tɕʰo˧ ɑ˧˩bɑ˥ uɑ˧, gɯ˧tʰɑ˧˥ tsʰɯ˧˩tɛ˥ ɳɯ˧˩ɑ˧˩ ɑ˧˩tsʰɑŋ˧˩ tʰi˥-ioʔ˥ ɑ˧˩pʰo˥ dʑɛ˧˥ɑ˧˩ uɑ˧, asp conj, ɑ˧˩tsʰɑŋ˧˩ ioʔ˥ ɳɯ˧˩ɑ˧˩ sɿ˧˩lɑŋ˥zɑ˥ ɕi˧˩nɛm˧˩ tʰi˧˩-ioʔ˥ tɕʰɑ˧ dʑɛ˧˥ɑ˧˩ uɑ˧, gɯ˧tʰɑ˧˥ tɕʰɑ˧˩mɑ˧˩ ŋ˧˩pʰɯ˧˩ mi˧˩ ɕɛm˧˩ tʰi˥-tɕʰɛm˧˩ si˥si˥ uɑ˧ hɛ̃˧˥ũ˧˩ uɑ˧˩ li˧, nɑ˧˩tɕʰɯŋ˥ kʰom˧ bɑ˧˩ tɕʰɯ˧˥ u˧˩ li˧ m˧˩dʑɑ˧u˧˩ u˧, ɑ˧˩io˧˩ tʰi˥-bɯ˧˩ʐom˥ ɳɯ˧˩ɑ˧˩ ɕɛm˧˩sɑ˧˩ kʰɑ˧ iɛ˥ ʔbɹɯɳ˧˥ nɛ˥io˥ li˧, ɑ˧˩io˧˩ tʰi˥-bɯ˧˩ʐom˥ m˧˩ʐɿ˧ u˧ ɳɯ˧˩ɑ˧˩, iɛ˧kʰɑ˧˩ ɑ˧˩io˧˩ ɕɛm˧˩sɑ˧˩ kʰɑ˧˩ lɛ˥ kʰo˧˩kʰom˥ bɯ˧ li˧, xo˧io˥ m˧˩dʑɑ˧˥ ɑ˧˩dʑɛ˧˥ tʰɑ˧˥, tɕʰɑ˧˩mɑ˧˩zɑ˥ ɑ˧˩ȵi˥-ioʔ˥ ɳɯ˧˩ bɑ˧˩ gɯŋ˧˩ uɑ˧, dzɿ˧˩ ɑ˧˩ʂɿ˧˩ uɑ˧li˧ gɯŋ˧˩ uɑ˧. gɯ˧tʰɑ˧˥ tɕʰɑ˧˩mɑ˧˩zɑ˥ ɳɯ˧˩ dzɿ˧ ɛ˧˩ni˥ li˧, tsʰɯ˧˩tɛ˥ kʰɯŋ˧˩ne˧˩ ɑ˧˩tsʰɑŋ˧˩ ɑ˧˩pʰo˧ ɑ˧˩ni˧ ioʔ˥ ɳɯ˧˩ɑ˧˩ iɛ˧˩-uɑ˧ ɕɑ˥ʔbɹɯɳ˧˥ ɛ˧˩ia˧uɑ˧, ɑ˧˩kʰi˧˩ ioʔ˥ ɳɯ˧˩ɑ˧˩, ʔo˥kʰɑ˧˩di˧ kʰo˧˩kʰom˥ dʑɛ˧˥ u˧, gɯ˧tʰɑ˧˥ ʔo˧˩ɳɯ˥ som˧˩pʰɑ˧dzɑ˥ ɳo˥ lɑ˥ dʑɛ˧˥uɑ˧. 

### Pítons
Era uma vez um casal com seis filhas. O pai faleceu muito tempo atrás. Um dia, a mãe foi às montanhas para colher capim cogon. O final do dia chegou e ela carregava uma grande quantidade de grama em suas costas para casa. Depois que ela chegou em casa, ela começou a espalhar a grama para secar ao sol. De repente, uma píton saiu da pilha de grama. Queria morder a velha. Dizia: “Dê-me uma de suas filhas. Caso contrário, vou morder você até a morte." A mãe respondeu: “Não me morda ainda. Deixe-me ir e perguntar às minhas filhas." Ela então foi perguntar a sua filha mais velha se ela estaria disposta a ir (com a píton). Ela também disse a sua filha que se ela não fosse, sua mãe seria mordida até a morte. E se ela estivesse disposta a ir, então a píton não morderia a mãe dela. Sua filha disse: "Eu não vou se isso significar casar a píton.” Então a velhinha foi perguntar a sua segunda filha mais velha se ela estaria disposta a se casar com a píton. A segunda filha também não queria se casar com a píton. Então ela perguntou a terceira filha que também disse não. Ela perguntou às filhas uma a uma, todas disseram não até que ela perguntou à última, sua sexta filha. A sexta filha disse: “Se eu não for, mamãe com certeza será mordida até a morte. Portanto, eu irei.” No caminho de volta com a píton, de repente a píton desapareceu quando chegaram a um determinado ponto. Uma pessoa estava sentada à beira do rio e disse: “Vamos descansar aqui um pouco.” Enquanto descansavam, aquela pessoa falou novamente: “Por favor, veja se há piolho no meu cabelo”. No entanto, ela não encontrou nenhum piolho em seu cabelo. Em vez disso, ela encontrou um pouco de pele de cobra. Ela disse àquele homem: “Não há piolhos. Só encontrei um pouco de pele de cobra. Então eles voltaram para casa. Acontece que a casa dele ficava em uma grande caverna. Vários anos depois, eles tiveram um filho. Portanto, eles queriam ir visitar a mãe da esposa. Depois de ficarem alguns dias na casa da mãe da esposa, eles voltaram (para sua) casa. Na partida, a segunda irmã da esposa disse: “Por favor, leve-me junto”. Quando chegaram a um local onde havia uma árvore de coral, as duas irmãs discutiram planos para colher coral. A irmã mais velha pediu à irmã mais nova (a esposa) que subisse na árvore para colher coral. Nesse momento, a irmã mais nova foi beliscada e começou a chorar. A mãe na árvore perguntou: "Por que minha filha está chorando?" Sua segunda irmã mais velha disse: "A filha quer os enfeites do seu penteado." Ela então tirou os enfeites e os jogou no chão (para a irmã). Um momento depois, a irmã mais nova foi beliscada novamente e começou a chorar novamente. A mãe perguntou novamente: “Por que minha filha está chorando de novo?” A irmã dela disse: “Ela quer o seu colar”. A mãe tirou o colar e jogou no chão (para a irmã). Um pouco depois, a irmã mais nova foi beliscada novamente e começou a chorar novamente. A mãe perguntou novamente por que e foi informada de que sua filha queria suas roupas. Então ela as tirou e jogou no chão. Um momento depois, a irmã mais nova foi mais uma vez beliscada e começou a chorar novamente. A mãe mais uma vez perguntou por que e foi informada de que sua filha queria seus brincos. Ela os tirou e jogou no chão (para a irmã). No final, a mãe não tinha mais nada com ela. Depois disso, a irmã mais velha cortou a árvore e vestiu as roupas da irmã mais nova e tudo (que vai com elas) e voltou para casa (ou seja, para a casa da irmã mais nova). Quando ela chegou em casa, o marido pensou (para si mesmo): 'Esta mulher não se parece com minha esposa'. Então ele pediu que ela fosse buscar grãos para testá-la. Como esperado, ela nem sabia onde o grão estava armazenado. Mais tarde, ela foi convidada a bater (arroz) com almofariz e pilão. Ela também não sabia disso. Então ele viu que os pés desta mulher eram tão chatos ele perguntou por que ela não se parecia com sua esposa. A mulher respondeu: “Meus pés ficaram achatados quando bati (arroz) com almofariz e pilão na casa de minha mãe.” Naquele momento, o rosto da mulher ficou vermelho. O homem pensou (para si mesmo): 'O rosto da minha mulher não estava vermelho assim.' Então ele perguntou à mulher por quê. A mulher disse: “Meu rosto ficou vermelho de sol quando trabalhei ao lado de minha mãe”. Com o tempo, a criança cresceu e pôde cuidar das vacas. Um dia, seu pai pediu que ele fosse deixar as vacas pastarem. De repente, um lindo passarinho voou para fora do lago. O pássaro estava cantando e chamou o nome da criança solitária e pediu ao garoto que perguntasse à mãe se ela o estava maltratando. O menino ouvia o passarinho e não prestava atenção quando as vacas comiam as plantações dos vizinhos. No dia seguinte, o menino ouviu novamente o pássaro chamando seu nome e depois disso ele novamente se esqueceu de ficar de olho nas vacas, e as vacas voltaram a comer as plantações dos vizinhos. À noite, seu pai o repreendeu e perguntou por que as vacas comiam as colheitas dos vizinhos todos os dias. O filho disse: “Pai, porque eu não tenho roupa (para vestir), então quando tentei afugentar as vacas, os espinhos me machucaram. E falhei em manter as vacas longe (das plantações dos vizinhos).” Então seu pai lhe deu uma peça de roupa para vestir. No dia seguinte, novamente um pássaro voou para fora do lago, cantando. A criança solitária ouviu e novamente se esqueceu de ficar de olho nas vacas. As vacas voltaram a comer as colheitas dos vizinhos. Quando seu pai perguntou a ele à noite, desta vez ele disse a verdade. Ele disse: “Papai, todos os dias quando vou pastar as vacas, um lindo pássaro sai voando do lago e me chama pelo meu nome. Porque eu estava ouvindo o pássaro, as vacas comeram as colheitas das outras pessoas.” No dia seguinte, seu pai foi alimentar as vacas com ele. Naquele dia, como esperado, um pássaro voou para fora do lago e começou a cantar como antes e chamou o nome de seu filho e perguntou ao filho se ele havia sido abusado. Naquele momento, o pai estendeu a mão e disse: “Se você é minha esposa, por favor, venha para a palma da minha mão”. Então o pássaro realmente surgiu e pousou em sua palma. Naquele dia, pai e filho trouxeram o pássaro para casa e o pássaro voou de um lado para o outro da casa. Na hora das refeições, a carne caía nas tigelas do pai e do filho (do nada), enquanto a porcaria caía na tigela da mulher. Isso acontecia de novo e de novo todos os dias, o que irritava a mulher que cuspia no pássaro dizendo: “Seu maldito pássaro inútil!” Ela agarrou o pássaro e o matou. Ela jogou o pássaro morto atrás da porta. No dia seguinte, o pássaro morto desapareceu e uma tesoura apareceu no mesmo local. Ao usar a tesoura para cortar tecido, no dia seguinte o tecido estaria em muitos pedacinhos. Irritada, a mulher jogou a tesoura embaixo da casa. Nesse momento, o tesoura se transformou em uma bela jovem. O pai então aguçou um faca afiada e colocou-a sobre a soleira da casa com sua faca afiada borda apontando para cima. Ele disse às irmãs: “Que seja aquela que minha esposa pode cruzar o limiar facilmente e aquela que não é minha esposa cair no fio da faca.” Dito isso, ele convocou as duas mulheres e pediu-lhes que cruzassem a soleira. a mulher que costumava ser a tesoura cruzou o limiar. No entanto, a outro mulher caiu sobre a faca. Depois disso, o pai, a mãe e o filho viveram felizes para sempre.